# 仮面ライダーバトル ガンバライジング
『仮面ライダーバトル ガンバライジング』（かめんライダーバトル ガンバライジング）は、バンダイから2013年10月31日より稼働が開始されたトレーディングカードアーケードゲーム『データカードダス』の一つで、前作『仮面ライダーバトル ガンバライド』の後継作品。2023年1月26日より稼働開始のゲキレツグランプリ3弾を持って稼働終了した。

## 概要
前作『仮面ライダーバトル ガンバライド』の後継作品。本作品より縦型の大モニターに変更となった。新たにオンラインに対応し、弾の途中に様々なイベントが配信されるようになり、2弾の途中のアップデートで弾別ランキングが開始し、ナイスドライブ2弾から全国オンライン対戦の実装もされた。ガンバライドのシャバドゥビ1弾で実装された「データカードダスオフィシャルICカード」を記録媒体として流用できる。また、一部のカードイラストとボイス（「鎧武」以前のシリーズ）はガンバライドから流用されているが、稼働途中でボイスが新録された既存ライダーも存在する。よって、3Dモデルや声優の収録された時期で大幅な格差が生じるケースも増加するようになった。
2023年1月26日より稼動のゲキレツグランプリ第3弾をもって稼働を終了し、3月23日より後継機の『仮面ライダーバトル ガンバレジェンズ』に移行した。次回作ガンバレジェンズでは、従来のガンバライジングカードも引き続き使用できる他、本作の成績に応じて引き継ぎ特典を獲得出来る。

## 遊び方
1. クレジットを投入し、ICカード（またはデータセーブ対応ガンバライダーカード）をスキャンしたあと、カードが払い出され、遊ぶモードを選択する。
2. 使用するライダーカードを3枚読み込む。カードを使用せずに遊ぶことも可能。
3. バトル開始。三枚のカード（あるいはボタン）でスロットを止め、攻撃を開始し、テクニカルバトルを挟みながら相手にダメージを与える。
4. 攻撃後にカードを動かすことで必殺技（表）を発動する。バーストゲージが溜まっている場合は、カードを裏返すことで「バースト」が発動し、パワーアップすることができ､バーストひっさつを放つことができる｡
5. 相手の体力が0になった上でライダーガッツを発動できなかった場合、または5ラウンド経過で強制的にバトルは終了する。5ラウンド目で敵味方両方の体力が強制的に200になる。引き分けは存在しない。

## カードの見方
スロット
表裏両面の右下に6つ記されている。数値（アタックポイント、AP）と、攻撃方法を表すアイコン。
アイコン
スロットで止めるとアイコンに応じた攻撃を行う。「スラッシュ」と「バン」は武器によって攻撃方法が細分化されており、「パンチ」「キック」「スラッシュ（短剣、中剣、大剣、双剣、薙刀、棒、斧）」「バン（小型銃、大型銃、二丁銃、弓矢）」の4種類（13種類）。ガンバライダーは「斬（剣の武器）」、「射（銃）」、「打（打撃系の武器が多いがスロットアイコンは剣扱い）」の３つに武器の属性が分かれており、後に武器の二重持ちも可能になった。
アビリティ / バーストアビリティ
前者は表面下側・後者は裏面下側に記載されている、ライダーカード固有の効果。大半は何らかの条件を満たすことで効果を得る。ライダータイム1弾以降は一つに複数のアビリティを持つ場合に箇条書きがされるようになった。
ヒッサツ・コウゲキ・ボウギョ・タイリョク
ヒッサツは技名が併記されている。
ライジングコスト
ライジングパワーを消費して必殺技およびバースト必殺技を発動するために必要なコスト。カードの表面は2~5、裏面は5~10必要になる。
ライダータイプ
表面の右上に矢印と色が付いている。バーストを発動させると、タイプによって色々な能力を得られる｡ズバットバットウ1弾でブレイカータイプ以外は大幅な上方を受けた。
アタッカー（赤）
通常はコウゲキの数値が高く、スロットバトルでもコウゲキ権を取りやすい。バーストでゲキレツアイコン+1とゲキレツアイコンのAP+30が得られる（バーストライズ06弾までは、ゲキレツアイコン+1とゲキレツアイコンのAP+20が得られていて、さらにナイスドライブ6弾までは、ゲキレツアイコンが+2にされていた）。ただし、スロットは基本的に運で止まるため、あくまでもゲキレツアイコンの確率に留まり、内部補正の影響を防ぐことはできない。
テクニカル（緑）
ボウギョの数値が高く、テクニカルバトルでの活躍が出来る。バーストでテクニカルゲージを3目盛分+（バーストライズ06弾までは、テクニカルゲージが1目盛分+され、さらにライダータイム6弾までは、テクニカルゲージが3目盛分+されていた）される。
フィニッシャー（青）
一発逆転の必殺技で勝利を狙える。特にライダータイム弾以降の高レアカードはバーストするだけでアビリティによる必殺増加が加算されることが基本となったため、さらに必殺を増加させる相乗効果もある。バーストでひっさつ+1500に加え、ズバットバットウ1弾からは、相手のライダーガッツ率をダウンするだけではなく、相手のミガワリ発生率をダウンすることも出来る（バーストライズ06弾までは、相手のライダーガッツ率をダウンさせることができる。さらに6弾までは、必殺技時のみテクニカルゲージを3目盛分+される効果もあった）。
トリッキー（紫）
戦況に応じて戦い方を変えて、戦略を広げる。バーストで相手より体力が多い時はライジングコスト-2だが、ズバットバットウ1弾からは、追加で相手のボウギョを-250に下げることも出来る（さらに、ナイスドライブ2弾までは、ライジングコスト-1）。相手より体力が少ない時はアタックポイントがアップされる。4弾より追加。
パッション（オレンジ）
バーストゲージが溜まりやすくなる。バーストでライジングパワーの最大値を+2に加え、バーストゲージの上昇率を超アップし、獲得ライジングパワーを2倍にする（さらにバーストライズ06弾までは、次のラウンドまでライジングパワーとバーストゲージの上昇率をアップする。さらに、ナイスドライブ2弾までは、チームプレイに特化しており、1番目にバーストで次にパッションボーナスとバーストゲージを貯まりやすくし、2番目にバーストでバーストゲージを溜まりやすくし、3番目にバーストでライダーガッツ発生率を上げる）。5弾より追加。RP最大値の増加能力はズバットバットウ弾以降のごく一部のカードのみで可能なことであるため、きわめて貴重な効果ともなった。
ブレイカー（黄）
バーストすると、バーストした次のラウンドまで相手の発動していたアビリティを全て無効化する。ただし、その次の次のラウンドでは無効化効果は削除され、アビリティは通常通りストックしている扱いになる。相手を抑えつつ、短期間で徹底的に試合の攻防を逆転させることに特化している。さらにコウゲキも+1000上昇する。ナイスドライブ3弾より追加。
ブレイブ（群青）
バーストでコウゲキ+500とライダーのスロット値を全て+50に追加されるが、それと引換えにチームタイリョクが3/4になってしまう（さらに、バーストライズ06弾までは、ライダーのスロット値を全て+50に追加されるが、それと引換えにチームタイリョクが半分になってしまった）。ナイスドライブ5弾より追加。AP上昇の上限値である+100の上からAPを加算できるため、リセット効果を相手が発動しない限りは確実にAP増加バフを増やすことができた。
チェイン（ピンク）
次にバーストするライダーのコウゲキとひっさつを+1000にし、次にバーストするタイプのライダーによって、3倍の効果を得られる（ただし、チェインの次にチェインをバーストしても、ライダータイプ3倍効果は発動しない。さらに、バーストライズ06弾までは、次にバーストするライダーに、2倍の効果を得られていた）。ナイスドライブ6弾より追加。カードを二枚バーストさせるため、一枚目がミガワリバーストでない場合は、バースト後の能力値で確実に勝負を終わらせるための能力を持つともいえる。
ジャマー（黄緑）
バーストすると相手全体のボウギョを-500に下げて、バーストした直後から次のラウンドの終わりまで相手チームのオイウチコウゲキとミガワリボウギョの発動を封じる（バーストライズ06弾までは、自身のコウゲキとひっさつを+500にし、次のラウンドのみ相手チームのオイウチコウゲキとミガワリボウギョの発動を封じる。さらにバッチリカイガン6弾までは、相手チームのアシストライダーを封じられていた）。バッチリカイガン3弾より追加。
メカニカル（グレー）
それぞれのライダーが専用のマシンに乗っている（バイクだけに限らず、契約しているモンスターや大型のアーマーなどを持つ者もいる。バーストでAP+30と、自分チームのテクニカルゲージスピードをリセットする。ズバットバットウ1弾以降はひっさつも500増加する。ボトルマッチ1弾より追加されたが、名前の通りメカに搭乗するカードしかこのタイプを搭載していない。
オール(レインボー)
上記10種のうち､1つのタイプ効果を発動する｡「仮面ライダーバトル　ガンバライジング　50thアニバーサリーセット」に付録したショッカー戦闘員、および「ガンバライジングオールスターズ」でのみ発動｡

## 画面の見方
バーストゲージ
ゲージがたまると、カードを裏返してバーストできる。最大3まで貯まる。敵のアビリティなどで減少させることができない。相手側が先行で、なおかつ必殺技に耐えた状態で味方側のバーストゲージが1を超えていると、「ミガワリバースト」が発動して相手側が必殺技を放たずにバーストだけ可能になることもある。
チームタイリョク
3枚のカードの体力の合計（+チームボーナス+アビリティ）で体力が決まる。ガシャットヘンシン1弾で体力上限の10000が廃止された。
ライジングパワー（RP)
ライドバーストに必要（ただし、RPが必要数に足りない場合でもバーストや表必殺技の発動は可能だが威力が下がるペナルティがある。）RPは通常10までしかたまらないが、ズバットバットウ1弾以降はライドバースト、パッションタイプの能力、アビリティの発動でRPの上限を拡張できるようになった。
テクニカルゲージ
テクニカルバトルの際に貯めることができるゲージ。テクニカルゲージはズバットバットウ1弾以降は1目盛り単位でアビリティにより増減させることができる。後に実装された「ゲージダウン」は相手のゲージそのものを減少させるのではなく、ゲージそのものにブラインドをかぶせる仕様になっている。テクニカルゲージの移動速度をアビリティによって調整させることもできる。テクニカルバトルの勝敗により相手に与えることのできる必殺技の威力が大幅に変更される。
カウンター
味方側が先行を取っている間に、相手のRP、バーストゲージ、テクニカルバトルの勝敗で相手側が有利過ぎる場合、たまに相手のテクニカルバトル直前・あるいは直後に攻撃の主導権が逆転することがある。ナイスドライブ１弾で実装。
オイウチコウゲキ・ミガワリボウギョ
オイウチコウゲキは、通常攻撃の直後に追撃で1000近くのダメージを与えることができる。ミガワリボウギョは相手が必殺技を打つ直前になると真ん中に置かれているライダー以外が攻撃を受け、ダメージを数％減らす。ミガワリボウギョの発動確率はテクニカルバトルにかなり左右される。
ライダーガッツ
敵か味方の体力が0になったとき、運がよいと体力が200だけ回復して復活することがある。アビリティ、ライダーガッツ発動直前のRPやバーストゲージでライダーガッツの発生確率を調整することも可能。
バーストブレイク
バッチリカイガン1弾より追加。バースト必殺技を発動する前に、カードを擦ってバーストゲージを溜める。ただし、後述のブーストチャージ&ライジングバースト&斬撃スラッシュ&打撃ラッシュ&レベルアップコンボ&最強トリプルライダー&ベストマッチ&ライジングマッチ&平成ジェネレーションズ2009⇒2017&トリプルベストフィニッシュ&勝利の選択&レジェンドバトンタッチ&チェンジタイム&時空転移&アーマータイムVSカメンライド&サイキョー！ブレーク&トリニティスラッシュ&フォーエバーキックス&プログライズインパクト&バーサライズ&トリプルビッグバン&ズバットヒッサツ&ワンダーユニット&レジェンド習得一閃&キズナカタメ！&レジェンドクロス&アニバーサリータッグ&バリオセ！フィーバー&ライダーズマスク&ローリングバーストチェンジのみ、バーストブレイクの代わりに、ボタン連打によるブーストチャージ、ライジングバースト、斬撃スラッシュ、打撃ラッシュ、レベルアップコンボ、最強トリプルライダー、ベストマッチ、ライジングマッチ、平成ジェネレーションズ2009⇒2017、トリプルベストフィニッシュ、勝利の選択、レジェンドバトンタッチ、チェンジタイム、時空転移、アーマータイムVSカメンライド、サイキョー！ブレーク、トリニティスラッシュ、フォーエバーキックス、プログライズインパクト、バーサライズ、トリプルビッグバン、ズバットヒッサツ、ワンダーユニット、レジェンド習得一閃、キズナカタメ！、レジェンドクロス、アニバーサリータッグ、バリオセ！フィーバー、にそれぞれボタン連打が発動する。
APボーナスとスロットにかかる上乗せAPの違い
アビリティ上の表記の「AP+〇〇」は、APボーナスに該当する。APボーナスは通常100までしか上昇しないが、スロットで止めた合計APに上乗せできる。「すべてのスロットアイコンのAP+〇〇」「ゲキレツアイコンのAP+〇〇」「剣アイコンのAP+〇〇」などはライダーごとの個別のスロットアイコンのAPを直接上昇させるスキルで、上昇に上限はない。
変身ベルト（ベルトシステム）
ガシャットヘンシン1弾より追加。当時は一部のライダーにだけ実装されたただの演出でしかなかった。しかしバーストライズ1弾で能力上昇機能が付いた「ベルトシステム」として、一部のライダーのベルトが能力上昇機能付きで実装され、「ベルトシステム」に改名された上に、すべてのライダーにベルト機能を実装できるようになった。ベルトは最新ライダーのものと、選択で変更できる２つの空き枠が存在する。一部のゲームモードで新しいベルトを手に入れることができる。過去に入手できたベルトの中で何もしなくても自動的に手に入るベルトは「飛電ゼロツードライバー」、「エイムズショットライザー（ランペイジバルカン仕様）」、「聖剣ソードライバー~火炎剣烈火（クロスセイバー仕様）」、「ドライブドライバー（謝罪報酬で獲得）」、「リバイスドライバー」、「デザイアドライバー　マグナムブースト」が存在した。全国対戦で使用できるアイテムの効果の完全な解放は決められたドライバーを予め装着する必要が出てくることもある。聖剣ソードライバー、リバイスドライバーは単なる能力値上昇以外に特殊な効果が存在する。ベルトシステム実装後は、ゲーマドライバーはズバットバットウ2弾、ビルドドライバーはリリリミックス1弾、ジクウドライバーはズバットバットウ5弾で入手することができた。
ゲキレツグランプリ3弾時点で入手できるベルトは
飛電ゼロワンドライバー、エイムズショットライザー、滅亡迅雷フォースライザー、ザイアサウザンドライバー、ザイアスラッシュライザー、アークドライバーゼロ、聖剣ソードライバー～火炎剣 烈火～、戦極ドライバー、聖剣ソードライバー～水勢剣 流水～、聖剣ソードライバー～雷鳴剣 黄雷～、聖剣サイコウドライバー、エデンドライバー、タイフーン、アークル、ダブルドライバー、ドライブドライバー、リバイスドライバー、ゴーストドライバー、絶滅ドライバー、エボルドライバー、オーズドライバー、ロストドライバー エターナル、デザイアドライバー マグナムブースト、ゲーマドライバー ゲンム、キングストーンとなる。ドライバーの入手機会はほとんどの場合、期間中の一度きりである（謝罪報酬のドライブドライバーのみ例外）。

## 戦闘の流れ
オイウチコウゲキ / ミガワリボウギョ
攻撃・非攻撃にアシストライダー（ダブルオイウチコウゲキもしくはダブルミガワリボウギョの場合はアシストライダーに加え、登録されているライダーから一人が登場。ダブルミガワリボウギョの場合はアシストライダーとミガワリボウギョの対象のライダー以外の登録されているライダーのうち一人が登場）出てきて、ダメージを増加・軽減させる。ナイスドライブ2弾からはミガワリ発生後にバーストゲージが1回分貯まればライドバーストだけできる。6弾までは登録されているライダーから1枚（または2枚）を前に出すシステムだったが、ガシャットヘンシン1弾以降は、後述のアシストライダー廃止に伴い、登録されているライダーが出るように変更された。
ダブルアタック / トリプルアタック
2人分、または3人分のアイコン（攻撃方法）が揃った時の攻撃。ダブルアタックだとアタックポイントが合計+20。トリプルアタックだとアタックポイントが合計+60にそれぞれなる。なお、6弾まではアタックポイント増加だけではなく、テクニカルゲージを強化することもできた。
ゲキレツアタック
チーム全員のゲキレツアイコンが揃った時の攻撃。6弾まではさらに相手のテクニカルバトルを封じることができた。ナイスドライブ3弾からバッチリカイガン3弾までは、相手の発動中のアビリティ（バーストアビリティ）を全て無効化する効果を追加され、バッチリカイガン4弾からは、代わりにチーム全体のひっさつ+1000・ライジングパワー+10・発動したラウンドのみ相手のカウンター発動を封じる効果に変更されたが、ライダータイム1弾にて廃止。
ゲキレツガンバアタック
ナイスドライブ1弾より追加。ガンバライダーがゲキレツアイコンでスロットを止めて、攻撃権を得ることで発動される。「斬」（必殺威力強化）「射」（相手のライジングパワー減少、バッチリカイガン1弾からは自分のライジングパワー増加に変更）「打」（相手のバーストゲージ減少、バッチリカイガン1弾からは自分のバーストゲージ上昇に変更）・3つの武器が表示され、どれか1つを選んで追加攻撃をする。ゲキレツゴーストアタックおよびゲキガシャアタック及びゲキガシャコンボおよびスペシャルアタックイェーイ！およびスペシャルヘルプイェーイ！との併用も可能
ゲキレツゴーストアタック
バッチリカイガン1弾より追加。仮面ライダーゴースト、仮面ライダースペクター、仮面ライダーネクロム、仮面ライダーダークゴースト（4人共どのフォームでも良い）、仮面ライダーゼロスペクター（後者の二人はプロモでの先行参戦のみ）がゲキレツ眼魂でスロットを止めて、攻撃権を得ることで発動される。ゴースト、スペクター、ネクロム、ダークゴースト、ゼロスペクターそれぞれによる追加攻撃を行う。ゲキレツガンバアタックとの併用も可能だったが、ガシャットヘンシン1弾にて廃止。
ゲキガシャアタック/ゲキガシャコンボ
ガシャットヘンシン1弾より追加。仮面ライダーエグゼイド系のライダーに、後述のガシャットスキャンチャンスにて、誰か一人でもガシャットをスキャンすると、ゲキレツアイコンのマーク（個人のライダーマークからガシャットに変更）が変わり、ゲキレツアイコンでスロットを止めて、攻撃権を得ることで発動される。エグゼイドたち誰か一人が追加攻撃を行う。ゲキレツガンバアタックとの併用も可能。ガシャットヘンシン2弾からは、カードで登録されたライダーとは異なるガシャットを使えば（例：エグゼイドにタドルクエストガシャットをスキャンすると、ブレイブQGLv2が現れる）、サポートライダーが現れて、ゲキガシャコンボが出来るようになるが、両方ともボトルマッチ1弾からは1バトルにつき1回限りの発動に変更された。
ゲキレツ証明チャンス
ボトルマッチ1弾より追加。ゲキレツアイコンが3つ揃わない場合に、一定確立でゲキレツ証明チャンスが発生することもある。ゲキレツ定理を証明すれば、ゲキレツアタックが発動するが、ライダータイム1弾にて廃止。
スペシャルアタックイェーイ！/スペシャルヘルプイェーイ！/スペシャルコンボイェーイ！
ボトルマッチ1弾より追加。後述のフルボトルスキャンチャンスにて、ビルドかクローズかグリスかナイトローグかローグかブラッドスタークかエボルかマッドローグがゲキレツアイコンに止めて、攻撃権を得ることで発動される。ゲキレツガンバアタックとの併用も可能。カードで登録したライダーとは異なるライダーが使うフルボトルをスキャンすると（例：ナイトローグにラビットフルボトル&タンクフルボトルをスキャンすると、ビルドRTFが現れる。）、サポートライダーがフルボトルのキャラクターが登場と攻撃をするが、両方とも1バトルにつき1回限りの発動となっている。
アーマータイム/レジェンドタイム
ライダータイム1弾より追加。後述のおもちゃスキャンタイムにて、ジオウかゲイツかウォズが攻撃権を得ることで発動される。アーマーチェンジかレジェンドライダーが追加攻撃を行う。ゲキレツガンバアタックやムテキチャンスなどとの併用も可能だが、1バトルにつき1回限りの発動となっている。
アタックライズorブロックライズ
バーストライズ01弾より追加。後述のおもちゃスキャンタイムにて、自分側の攻撃でゼロワンかバルカンかバルキリーか滅か迅かサウザーか1型か雷かアークゼロか亡かエデンが出てきて、追加攻撃をする。または自分側が相手の必殺技を出すと、ゼロワンかバルカンかバルキリーか滅か迅かサウザーか1型か雷かアークゼロか亡かエデンが出てきて、ダメージカットをして、受けるダメージを減らしてくれる。どちらかが1バトルにつき1回限りの発動となっている。
ワンダーアタックorワンダーブロック
ズバットバットウ1弾より追加。後述のおもちゃスキャンタイムにて、自分側の攻撃でセイバーが出てきて、追加攻撃をする、または自分側が相手の必殺技を出すと、セイバーが出てきて、ダメージカットをして、受けるダメージを減らしてくれる。どちらかが1バトルにつき1回限りの発動となっている。
ライダータイム
ライダータイム1弾より追加。チーム全員のゲキレツアイコンが揃うか、既にラ・イ・ダーのうちのどれかが光っていて、ゲキレツアイコンに止めた以外でも発動する。テクニカルバトルをすっ飛ばし、即必殺技を出せるようになっていて、チーム全体のひっさつ+1000・ライジングパワー+10・バーストゲージの超上昇・発動したラウンドのみ相手のカウンター発動を封じる効果があるが、バーストライズ1弾にて廃止。
ゲキレツインパクト
バーストライズ01弾より追加。ゲキレツライズキーを3回出したら発動する。テクニカルバトルをすっ飛ばし、チーム全体のひっさつ+1000・ライジングパワー+10・バーストゲージの超上昇・発動したラウンドのみ相手のカウンター発動を封じる効果があり、ゲキレツブレイクチャンスを発動したら、相手とのボタンを早押し対決に勝ったら、さらにボーナスが発生し、コウゲキ側が成功すると必殺ダメージがアップし、ボウギョ側が成功するとダメージが軽減するが、ズバットバットウ1弾にて後述のズバットゲキレツへと変化した。
ズバットゲキレツ
ズバットバットウ1弾より追加。ゲキレツライドブックを3回出したら発動する。テクニカルバトルをすっ飛ばし、チーム全体のひっさつ+1000・ライジングパワー+10・バーストゲージの超上昇・発動したラウンドのみ相手のカウンター発動を封じる効果があり、ゲキレツブレイクチャンスを発動したら、相手とのボタンを早押し対決に勝ったら、さらにボーナスが発生し、コウゲキ側が成功すると必殺ダメージがアップし、ボウギョ側が成功するとダメージが軽減するが、50thアニバーサリー弾にて後述のゲキレツブレイクへと変化した。
ゲキレツブレイク
50thアニバーサリー弾より追加。ゲキレツストックを3回出したら発動する。テクニカルバトルをすっ飛ばし、チーム全体のひっさつ+1000・ライジングパワー+10・バーストゲージの超上昇・発動したラウンドのみ相手のカウンター発動を封じる効果がある。
その代わり、ゲキレツをストックで、または一ラウンドで一気に発動した場合でも、ほぼすべてのゲームモードで効果が「APが無限大に変化」から「AP+50」に変更されてしまい、ゲキレツアタックを出す需要が減少してしまった。
ライジングラッシュ
双方のアタックポイントが同じ場合に発生。カードをこすって勝った方がコウゲキ権を得られる。6弾まではセンコウでコウゲキできた。ライダータイム1弾からライダータイム6弾までは、まれにお互いのライダータイムが発動した時でも発生して、バーストライズ1弾からは、まれにお互いのゲキレツインパクトが発動した時でも発生する。
アシストライダー
ナイスドライブ1弾より追加。ガンバライダーを使っている場合は他のライダー（登場はランダム）、ガンバライダーを使っていない場合はガンバライダーもしくは他のライダー（ランダムで登場）が出てくる。アシストはライジングパワーが多いほど、発生確率がアップする。さらにライダーシップが高くなると、強化フォームで出現することがある（ナイスドライブ2弾から）。バッチリカイガン1弾からは、組み込まれたアシストチップ（後述）の中から1人が出てくるように変更されたが、ガシャットヘンシン1弾にて廃止された。
テクニカルバトル
攻撃終了時に必殺技のダメージを決める。なお、6弾までは攻撃終了時ではなく、最大3回までコウゲキかボウギョに使用できた。
カウンター
ナイスドライブ1弾より追加。攻撃権を取られた側が発動することがある。ナイスドライブ2弾からはカウンターセンサーが追加され、Cマークの周りの線の回転状況により、カウンターの発生率が上がるが、こちらはバッチリカイガン1弾で廃止された。
オーバーチャージ
ナイスドライブ3弾より追加。試合中、相手（または自分）チームより劣勢の状況にて、オーバーチャージが発動すると、アタックポイントとテクニカルゲージを強化することが出来るが、全国大戦の強制的な補正にすぎないためライダータイム1弾にて廃止。
必殺技 / バースト必殺技
テクニカルバトル終了後にライジングパワーを消費して必殺技を放つ。ライドバーストした後にはバースト必殺技が発動する。6弾まではカードを前に出したライダーが発動することだった。実はライジングコストがライダーごとの指定値を満たしていなくてもバースト直後に必殺技を放つことは可能だが、バースト必殺技の威力は大幅に減衰する場合がある。

バトルチップ
ナイスドライブ2弾より追加。付けることにより、様々な能力アップ（例：バーストゲージ上昇率アップ、など）が出来る。主にライダー全国対戦のいろんなクリアチャレンジで入手できる。バッチリカイガン1弾よりアシストチップに変更された。
アシストチップ
バッチリカイガン1弾より追加。バトルチップを変更し、1プレイする度に☆が1つ増えて、☆が5つ貯まるとレベルがアップする（ある程度レベルが上がると、背景の色も変わる）。バトルチップ同様、様々な能力アップができる。眼魂ハントバトルとライダー全国対戦のいろんなクリアチャレンジで入手出来る。ガシャットヘンシン1弾にて廃止。
ライダーシンボル
ガシャットヘンシン1弾より追加。2つまで組み込んで、バトルが始まる時に、どのライダーシンボルを一つだけ選び、いろいろなタイミングで使うことにより、様々な能力アップが出来る。主に仮面ライダーバトル他（GH期）と、ビルドアップライダーバトル他（BM期）と、ボウケン！ライダーロード（RT期）、ライダー全国対戦のいろんなクリアチャレンジで入手できる。また、くじガシャポン『仮面ライダー ブットバソウル』のメダルとは二択で使えるようになっているが、後者はライダータイム1弾から、後述のおもちゃスキャンタイムに統一されるが、こちらはズバットバットウ1弾にて廃止された。さらにライダーシンボルは、バーストライズ1弾から、特別なことがない限り、新規での入手が出来なくなる。後述のライズコネクターとは二択になっている。バーストライズ1弾でライダーシンボルのうち一部のエナジーアイテムは強制的に削除された。
ライズコネクター&ワンダーコネクター&レジェンドコネクター&50周年コネクター&リバイスコネクター&デザイアコネクター
バーストライズ1弾より追加。これまでのライダーシンボルと選択して使うようになるが、ベルトとの相性があって、飛電用（飛電ゼロワンドライバー→飛電ゼロツードライバー）とエイムズ用（エイムズショットライザー）と滅亡迅雷用（滅亡迅雷フォースライザー）とザイア用（ザイアサウザンドライバーとザイアスラッシュライザー）とアーク用（アークドライバーゼロ→アークドライバーワン）とエデン用（エデンドライバー）と絶滅用（絶滅ドライバー）とソードライバー用（火炎剣烈火→覇王剣十聖刃と水勢剣流水と雷鳴剣黄雷）とサイコウドライバー用（聖剣サイコウドライバー→聖剣サイコウドライバーバックル）と平成ライダー用（アークルとダブルドライバーとロストドライバー エターナルとオーズドライバーと戦極ドライバーとドライブドライバーとゴーストドライバーとゲーマドライバーとゲーマドライバー ゲンムとビルドドライバーとエボルドライバーとジクウドライバー）と昭和ライダー用（タイフーンとキングストーン）と全ベルト共通用とリバイス用（リバイスドライバー）とデザイア用（デザイアドライバー マグナムブースト）の十四つに分かれている。主にライジングバトルマップと、チャレンジバトルステージと、ライダービクトリーロードと（以下はバーストライズ期）、ワンダーライドアドベンチャーとガンバ道場（以下はズバットバットウ期）とバトルスタンプラリーと50周年アニバーサリーロードとライダービクトリーロード（以下は50thアニバーサリー→リリリミックス期）とデザイアチャレンジミッション（ゲキレツグランプリ期）と決めろメモリアルフィニッシュ～超絶バトル～とヒートアップバトル！とライダー全国対戦のいろんなクリアチャレンジで入手できる。先述のライダーシンボルとは二択になっている。
眼魂スキャンチャンス
バッチリカイガン1弾より追加。仮面ライダーゴーストと仮面ライダースペクターと仮面ライダーネクロムと仮面ライダーダークゴーストと仮面ライダーゼロスペクター専用のシステムで、ゴーストかスペクターかネクロムかダークゴーストかゼロスペクターをチームに組み込むことで発動し（複数組み込んだ場合は、誰か一人を前に出さなければならない）、ゴーストアイコンのQRコード（あるいはBK期の眼魂ハントバトルで入手出来るデータ眼魂）を読み込ませることで、ゴーストかスペクターかネクロムかダークゴーストかゼロスペクターのゴーストチェンジとパワーアップができる。また、ゴースト グレイトフル魂のみに限り、眼魂を3個までスキャンすることが出来て（このシステムでは、データ眼魂は使えない）、3個のゴーストアイコンの組み合わせにより、パワーアップの効果が変化する。また、後述のガシャットスキャンチャンスとフルボトルスキャンチャンスとは三択になるが、ライダータイム1弾からは、後述のおもちゃスキャンタイムに統一される。
イノチダイカイガンチャンス
バッチリカイガン5弾より追加。仮面ライダーゴースト ムゲン魂専用のシステムで、ゴースト ムゲン魂をチームに組み込み、上記のアイコンスキャンチャンスにてゴースト ムゲン魂を前に出すと発動する（または、ゴーストのその他の姿の時は、ゴーストを前に出して、ムゲンゴーストアイコンをスキャンして、ムゲン魂にチェンジしても発動するが、パワーアップする効果は、素のムゲン魂よりも劣っている）。ゴーストアイコンのQRコードを読み込ませて、追加効果が発動してから、カイガンルーレットが始まり、赤ボタンを押すと、ゴースト ムゲン魂の武器が装備され、追加効果が発動し、武器・スロットアイコン・表必殺技がその武器に対応される物へと変化する。
シンダイカイガインルーレット
ズバットバットウ4弾より追加。仮面ライダーシンスペクター専用のシステムで、シンスペクターをチームに組み込む。（または、スペクターのその他の姿の時は、スペクターを前に出して、シンスペクターゴーストアイコンをスキャンして、シンスペクターにチェンジしても発動する）後述のマキシマムチャンスとムテキチャンスとジーニアスチャンスとヘイセイバーチャンスとサイキョースロットチャンスとトリニティタイムと祝え！グランドライダーチャンス！とバスターオーソライズチャージ！とLet'sメタルシステム起動とゼアシステム&アークシステムとバキボキゲキレツクラッシュ&マシマシゲキレツクラッシュと聖刃クロスチャンスとリバイスチャージとバリバリバリッドシステムとオニアツイ！ボルケーノチャンスとは十六択になっている。
ガシャットスキャンチャンス
ガシャットヘンシン1弾より追加。仮面ライダーエグゼイドたちの専用システムで、エグゼイドたちがチームに組み込むことで発動し（複数組み込んだ場合は、誰か一人を前に出さなければならない）、ライダーガシャットのQRコード（あるいはGH期の仮面ライダーバトルで入手出来るデータガシャット）を読み込ませることで、エグゼイドかブレイブかスナイプかレーザーかゲンムとパラドクスとポッピーとクロノスと風魔とニコとAパラドクスのレベルアップおよび手持ち武器の追加や姿の変更や能力アップが行われるだけではなく、ゲキレツアイコンのマークがガシャットに変わり、前述のゲキガシャアタックかゲキガシャコンボが出来るようになっている。前述の眼魂スキャンチャンスと後述のフルボトルスキャンチャンスとは三択になっているが、ライダータイム1弾からは、後述のおもちゃスキャンタイムに統一される。
マキシマムチャンス
ガシャットヘンシン4弾より追加。仮面ライダーエグゼイド マキシマムゲーマー レベル99専用のシステムで、エグゼイド マキシマムゲーマー レベル99をチームに組み込むと発動する（または、エグゼイドのその他の姿の時は、ガシャットスキャンチャンスにて、エグゼイドを前に出して、マキシマムマイティXガシャットをスキャンして、マキシマムゲーマーにチェンジしても発動する）。ボタンを連打すると、エグゼイドがパワーアップする。また、ボトルマッチ4弾の途中からのアップデートおよびボトルマッチ5弾より、ゴッドマキシマムチャンスが追加され、こちらは仮面ライダーゲンム ゴッドマキシマムゲーマー レベルビリオン専用のシステムになっており、ゲンム ゴッドマキシマムゲーマー レベルビリオンをチームに組み込むと発動する（または、ゲンムのその他の姿の時は、ガシャットスチャンチャンスにて、ゲンムを前に出して、ゴッドマキシマムマイティXガシャットをスキャンして、ゴッドマキシマムゲーマーにチェンジしても発動する）。先述のシンダイカイガンルーレットと後述のムテキチャンスとジーニアスチャンスとヘイセイバーチャンスとサイキョースロットチャンスとトリニティタイムと祝え！グランドライダーチャンス！とバスターオーソライズチャージ！とLet'sメタルシステム起動とゼアシステム&アークシステムとバキボキゲキレツクラッシュ&マシマシゲキレツクラッシュと聖刃クロスチャンスとリバイスチャージとバリバリバリッドシステムとオニアツイ！ボルケーノチャンスとは十六択になっている。
ムテキチャンス
ガシャットヘンシン5弾の途中から追加。仮面ライダーエグゼイド ムテキゲーマー、および他のエグゼイド系のライダー（ブレイブ・スナイプ・レーザー・ゲンム）専用のシステムで、エグゼイド ムテキゲーマーをチームに組み込むか（または、エグゼイドのその他の姿の時は、ガシャットスキャンチャンスにて、エグゼイドを前に出して、ハイパームテキガシャットをスキャンして、ムテキゲーマーにチェンジしても発動する。）、ブレイブかスナイプかレーザーかゲンムを前に出して、ハイパームテキガシャットをスキャンすると、ムテキモードに変わり、その直後にカードをこすれば、スロットアイコンが金色に変化し、最初のコウゲキのみ、ムテキチャンスが発動する。先述のシンダイカイガンルーレットとマキシマムチャンスと後述のジーニアスチャンスとヘイセイバーチャンスとサイキョースロットチャンスとトリニティタイムと祝え！グランドライダーチャンス！とバスターオーソライズチャージ！とLet'sメタルシステム起動とゼアシステム&アークシステムとバキボキゲキレツクラッシュ&マシマシゲキレツクラッシュと聖刃クロスチャンスとリバイスチャージとバリバリバリッドシステムとオニアツイ！ボルケーノチャンスとは十六択になっている。
フルボトルスキャンチャンス
ボトルマッチ1弾より追加。仮面ライダービルドと仮面ライダークローズと仮面ライダーグリスとナイトローグとブラッドスタークと仮面ライダーマッドローグ専用のシステムで、ビルドかクローズかグリスかナイトローグかブラッドスタークかマッドローグがチームに組み込むことで発動し（複数組み込んだ場合は、誰か一人を前に出さなければならない）、フルボトルやスクラッシュゼリーのQRコード（あるいはBM期の一緒にバトルかビルドアップライダーバトルかガンバライジングバトルなどで入手出来るデータフルボトル）を読み込ませることで、ビルドとクローズとローグとエボルのフォームチェンジとパワーアップおよび手持ちの武器の追加や変更が出来る他、ゲキレツアイコンのマークがフルボトルに変わり、前述のスペシャルアタックイェーイ！かスペシャルヘルプイェーイ！かスペシャルコンボイェーイ！が出来るようになっている。前述の眼魂スキャンチャンスとガシャットスキャンチャンスとは三択になっているが、ライダータイム1弾からは、後述のおもちゃスキャンタイムに統一される。
ジーニアスチャンス
ボトルマッチ5弾の途中から追加。仮面ライダービルド ジーニアスフォーム、およびその他の姿の時でもチームに組み込み、フルボトルスキャンチャンスにてビルドを前に出して、ジーニアスフルボトルをスキャンすると、ジーニアスフォームにチェンジして、その直後にカードをこすれば、スロットアイコンが虹色に変化し、最初のコウゲキのみ、スペシャルフィニッシュが発動する。前述のシンダイカイガンルーレットとマキシマムチャンスとムテキチャンスと後述のヘイセイバーチャンスとサイキョースロットチャンスとトリニティタイムと祝え！グランドライダーチャンス！とバスターオーソライズチャージ！とLet'sメタルシステム起動とゼアシステム&アークシステムとバキボキゲキレツクラッシュ&マシマシゲキレツクラッシュと聖刃クロスチャンスとリバイスチャージとバリバリバリッドシステムとオニアツイ！ボルケーノチャンスとは十六択になっている。
おもちゃスキャンタイム
ライダータイム1弾より追加。これまでの眼魂スキャンチャンスとガシャットスキャンチャンスとフルボトルスキャンチャンスを一つにまとめた物であり、新たにライドウォッチやプログライズキー、ワンダーライドブック、バイスタンプが使えるようになっているが、どれか一つをスキャンしないといけない。ライドウォッチは仮面ライダージオウたちの専用システムだが、それ以外の歴代仮面ライダーでも効果が発動する。ライドウォッチのQRコード（あるいはRT期のボウケン！ライダーロードなどで入手出来るデータライドウォッチや、週代わりのオススメデータライドウォッチでも可能）を読み込ませることで、前述のジオウとゲイツとウォズのアーマータイムかレジェンドタイムが出来るようになっている。プログライズキーは仮面ライダーゼロワン達だけではなく、他の歴代仮面ライダーでも使える。プログライズキーのQRコード（あるいはBS期のライジングマップ等で入手出来るデータプログライズキーや、週代わりのオススメデータプログライズキーでも可能）を読み込ませる事で、先述のゼロワンかバルカンかバルキリーか滅か迅かサウザーか1型か雷か亡かアークゼロかエデンがアタックライズかブロックライズで出てくるようになっている。ワンダーライドブックも仮面ライダーセイバーたちだけではなく、他の歴代仮面ライダーでも使える。ワンダーライドブックのQRコード（あるいはZB期ワンダーライドアドベンチャーで入手出来るデータワンダーライドブックや、週代わりのオススメデータワンダーライドブックでも可能）を読み込ませることで、先述のセイバーがワンダーアタックかワンダーブロックで出てくるようになっている。バイスタンプも仮面ライダーリバイや仮面ライダーバイスたちだけではなく、他の歴代仮面ライダーでも使える。バイスタンプのQRコード（あるいは週替わりのおすすめデータバイスタンプでも可能）を読み込ませる。
ヘイセイバーチャンス
ライダータイム3弾から追加。仮面ライダージオウ ディケイドアーマーおよび、仮面ライダージオウ ディケイドアーマービルドフォームをチームに組み込むと発動する。カードをこすれば、ジオウがパワーアップして、なおかつライダータイムを発動させると、ライダーがディケイドになり、ヘイセイバーアタックを発動させてから、必殺技を出す。前述のシンダイカイガンルーレットとマキシマムチャンスとムテキチャンスとジーニアスチャンスと後述のサイキョースロットチャンスとトリニティタイムと祝え！グランドライダーチャンス！とバスターオーソライズチャージ！とLet'sメタルシステム起動とゼアシステム&アークシステムとバキボキゲキレツクラッシュ&マシマシゲキレツクラッシュと聖刃クロスチャンスとリバイスチャージとバリバリバリッドシステムとオニアツイ！ボルケーノチャンスとは十六択になっている。
サイキョースロットチャンス
ライダータイム4弾から追加。仮面ライダージオウIIをチームに組み込むと発動する。止めたスロットによってパワーアップの効果が異なる。また、APバトルに勝つと、倍数増加で止めたスロットの内容によって攻撃方法も変わる。前述のシンダイカイガンルーレットとマキシマムチャンスとムテキチャンスとジーニアスチャンスとヘイセイバーチャンスと後述のトリニティタイムと祝え！グランドライダーチャンス！とバスターオーソライズチャージ！とLet'sメタルシステム起動とゼアシステム&アークシステムとバキボキゲキレツクラッシュ&マシマシゲキレツクラッシュと聖刃クロスチャンスとリバイスチャージとバリバリバリッドシステムとオニアツイ！ボルケーノチャンスとは十六択になっている。
トリニティタイム
ライダータイム5弾から追加。仮面ライダージオウトリニティをチームに組み込むと発動する。ボタン連打により、ゲイツ、ウォズ、ジオウの仮面を点灯に成功したら、武器が手に入り、3つ全て入手していたら、どれか一つがランダムで選ばれる。また、APバトルに勝つと、トリニティタイムで選ばれた武器で追加攻撃をするが、手に入れた武器によって、攻撃方法が異なる。前述のシンダイカイガンルーレットとマキシマムチャンスとムテキチャンスとジーニアスチャンスとヘイセイバーチャンスとサイキョースロットチャンスと後述の祝え！グランドライダーチャンス！とバスターオーソライズチャージ！とLet'sメタルシステム起動とゼアシステム&アークシステムとバキボキゲキレツクラッシュ&マシマシゲキレツクラッシュと聖刃クロスチャンスとリバイスチャージとバリバリバリッドシステムとオニアツイ！ボルケーノチャンスとは十六択になっている。
祝え！グランドライダーチャンス！
ライダータイム6弾から追加。仮面ライダーグランドジオウをチームに組み込むと発動する。歴代の平成ライダーから一人一緒に戦うライダーを選んでから、ボタンで決めて、一緒に戦うライダーによって、パワーアップ効果と表面のスロットアイコンが変わることもある。また、APバトルに勝つと、グランドライダーアタックで選ばれたライダーで追加攻撃をする。前述のシンダイカイガンルーレットとマキシマムチャンスとムテキチャンスとジーニアスチャンスとヘイセイバーチャンスとサイキョースロットチャンスとトリニティタイムと後述のバスターオーソライズチャージ！とLet'sメタルシステム起動とゼアシステム&アークシステムとバキボキゲキレツクラッシュ&マシマシゲキレツクラッシュと聖刃クロスチャンスとリバイスチャージとバリバリバリッドシステムとオニアツイ！ボルケーノチャンスとは十六択になっている。
バスターオーソライズチャージ！
バーストライズ03弾から追加。仮面ライダーゼロワン シャイニングホッパーおよび、仮面ライダーゼロワン シャイニングアサルトホッパーおよび、仮面ライダーバルカン アサルトウルフをチームに組み込むと発動する。APバトルに勝ったら、プログライズキーがどれかランダムで3種類出て、どれか一つを選んで、6回も繰り返し、色んな能力アップと追加攻撃が出来る。前述のシンダイカイガンルーレットとマキシマムチャンスとムテキチャンスとジーニアスチャンスとヘイセイバーチャンスとサイキョースロットチャンスとトリニティタイムと祝え！グランドライダーチャンス！と後述のLet'sメタルシステム起動とゼアシステム&アークシステムとバキボキゲキレツクラッシュ&マシマシゲキレツクラッシュと聖刃クロスチャンスとリバイスチャージとバリバリバリッドシステムとオニアツイ！ボルケーノチャンスとは十六択になっている。
Let'sメタルシステム起動
バーストライズ04弾から追加。仮面ライダーゼロワン メタルクラスタホッパーをチームに組み込むと発動する。APバトルの勝敗に応じて、バッタを飛ばして追加攻撃をするか、バッタを吸収して体力を回復する他、これまでのパワーアップ系とは違い、毎ラウンド発動する。前述のシンダイカイガンルーレットとマキシマムチャンスとムテキチャンスとジーニアスチャンスとヘイセイバーチャンスとサイキョースロットチャンスとトリニティタイムと祝え！グランドライダーチャンス！とバスターオーソライズチャージ！と後述のゼアシステム&アークシステムとバキボキゲキレツクラッシュ&マシマシゲキレツクラッシュと聖刃クロスチャンスとリバイスチャージとバリバリバリッドシステムとオニアツイ！ボルケーノチャンスとは十六択になっている。
ゼアシステム&アークシステム
バーストライズ06弾から追加。仮面ライダーゼロツー（ゼアシステム）か仮面ライダーアークワン（アークシステム）をチームに組み込むと発動する。バトル開始時にゲキレツアイコンが専用のアイコンに変化して、自身が専用アイコンにスロットを止めつつ、他の二人がスロットを揃えるとハイパーラーニングボーナスとしてAP+70が、その逆に専用アイコン以外にスロットが揃えていないとラーニングボーナスとしてAP+30をそれぞれ得られて、追加で専用アイコンに止めつつもAPバトルに勝利すると、追加攻撃を発動する。前述のシンダイカイガンルーレットとマキシマムチャンスとムテキチャンスとジーニアスチャンスとヘイセイバーチャンスとサイキョースロットチャンスとトリニティタイムと祝え！グランドライダーチャンス！とバスターオーソライズチャージ！とLet'sメタルシステム起動と後述のバキボキゲキレツクラッシュ&マシマシゲキレツクラッシュと聖刃クロスチャンスとリバイスチャージとバリバリバリッドシステムとオニアツイ！ボルケーノチャンスとは十六択になっている。
バキボキゲキレツクラッシュ&マシマシゲキレツクラッシュ
ズバットバットウ4弾から追加。仮面ライダーセイバー プリミティブドラゴン（バキボキゲキレツクラッシュ）および、仮面ライダーセイバー エレメンタルプリミティブドラゴン（マシマシゲキレツクラッシュ）をチームに組み込むと発動する。相手側がゲキレツライドブックを1個以上あると、APバトルの前にセイバーが相手側のゲキレツライドブックを1個奪い、それをボタン連打して破壊する。前述のシンダイカイガンルーレットとマキシマムチャンスとムテキチャンスとジーニアスチャンスとヘイセイバーチャンスとサイキョースロットチャンスとトリニティタイムと祝え！グランドライダーチャンス！とバスターオーソライズチャージ！とLet'sメタルシステム起動とゼアシステム&アークシステムと聖刃クロスチャンスとリバイスチャージとバリバリバリッドシステムとオニアツイ！ボルケーノチャンスとは十六択になっている。
聖刃クロスチャンス
ズバットバットウ5弾から追加。仮面ライダークロスセイバーをチームに組み込むと発動する。APバトルやテクニカルバトルに勝利することで、左上に表示されている太陽のような部分の上に数字があり、それが1ポイントずつ加算されると、クロスセイバーの姿が変わり、追加効果が発生する。前述のシンダイカイガンルーレットとマキシマムチャンスとムテキチャンスとジーニアスチャンスとヘイセイバーチャンスとサイキョースロットチャンスとトリニティタイムと祝え！グランドライダーチャンス！とバスターオーソライズチャージ！とLet'sメタルシステム起動とゼアシステム&アークシステムとバキボキゲキレツクラッシュ&マシマシゲキレツクラッシュと後述のリバイスチャージとバリバリバリッドシステムとオニアツイ！ボルケーノチャンスとは十六択になっている。
リバイスチャージ
50thアニバーサリー弾から追加。仮面ライダーリバイか仮面ライダーバイスをチームに組み込むと発動する。リバイスチャージでスロットアイコンを変化させることができ、バトル中にリバイスアイコンを止めて、APバトルに勝利することができればリバイスアタックを一度だけ発動できて相手にダメージを与えることができる。前述のシンダイカイガンルーレットとマキシマムチャンスとムテキチャンスとジーニアスチャンスとヘイセイバーチャンスとサイキョースロットチャンスとトリニティタイムと祝え！グランドライダーチャンス！とバスターオーソライズチャージ！とLet'sメタルシステム起動とゼアシステム&アークシステムとバキボキゲキレツクラッシュ&マシマシゲキレツクラッシュと聖刃クロスチャンスと後述のバリバリバリッドシステムとオニアツイ！ボルケーノチャンスとは十六択になっている。
バリバリバリッドシステム
リリリミックス2弾から追加。仮面ライダーリバイ バリッドレックスゲノムをチームに組み込むと発動する。三色のボタンを連打すると、コウゲキかボウギョかひっさつをそれぞれアップする。前述のシンダイカイガンルーレットとマキシマムチャンスとムテキチャンスとジーニアスチャンスとヘイセイバーチャンスとサイキョースロットチャンスとトリニティタイムと祝え！グランドライダーチャンス！とバスターオーソライズチャージ！とLet'sメタルシステム起動とゼアシステム&アークシステムとバキボキゲキレツクラッシュ&マシマシゲキレツクラッシュと聖刃クロスチャンスとリバイスチャージと後述のオニアツイ！ボルケーノチャンスとは十六択になっている。
オニアツイ！ボルケーノチャンス
リリリミックス3弾から追加。仮面ライダーリバイ ボルケーノレックスゲノムか仮面ライダーバイス バリッドレックスゲノムをチームに組み込むと発動する。カードをこすってゲージを貯めて最大まで上げると、パワーアップする。前述のシンダイカイガンルーレットとマキシマムチャンスとムテキチャンスとジーニアスチャンスとヘイセイバーチャンスとサイキョースロットチャンスとトリニティタイムと祝え！グランドライダーチャンス！とバスターオーソライズチャージ！とLet'sメタルシステム起動とゼアシステム&アークシステムとバキボキゲキレツクラッシュ&マシマシゲキレツクラッシュと聖刃クロスチャンスとリバイスチャージとバリバリバリッドシステムとは十六択になっている。
ライジングパワー
必殺技を出すための必要なコスト。戦闘開始時点では0からスタート。いろんな行動での状況で貯まる数が多くなる。ナイスドライブ1弾までは3でスタートしていた。ZB弾以降はRPの上限をパッションタイプのバースト効果などで増やすことが可能になった。RPはカウンター・ミガワリ・オイウチ・ライダーガッツなどの発生確率を握る重要な要素である。
ライダーガッツ
タイリョクが0になって負けた場合でも、わずかに回復して復活し、ゲームを続行できることがある。以前はバーストゲージが1人分増加とライジングパワーが10まで溜まっていたが、現在はその仕様はない。またカードによってはライダーガッツ発動時を条件としたアビリティもある。オーマジオウ（ZB5弾）などのカードは相手のライダーガッツを封印できてしまうアビリティを持つ。
ファイナルラウンド
ラウンド4まで決着がつかなかった場合ラウンド5では、双方のタイリョクが200、どちらのスロットでゲキレツアイコンが出るようになっていて、ファイナルズバットゲキレツを出した方が勝利するか、あるいは両者がズバットゲキレツを出す場合もあり、ライジングラッシュに勝った方でも勝利する。直後に真ん中のキャラが必殺技を出す。またBS4弾から追加された「超絶バトル」ではラウンド3がファイナルラウンドとなり、双方の体力はラウンド2までと同じ状況となり、特殊ルールもない。しかしラウンド3終了まで決着が着かなかった時はボスのバースト必殺技が強制的に発動し、必ず99999の超特大ダメージを喰らいゲームオーバー。なおゲームオーバーになった際もそれまでボスに与えたダメージは次のゲームプレイに引き継がれる。
RT1弾以降は相手がゲキレツを出した場合でも、自陣が塁畜ゲキレツを発動することに成功してしまった場合は、勝負が確定しないことがある。RM1弾以降はこのタイミングでゲキレツアタックを出しても、ゲキレツをそろえた時の効果がAP+50のみになってしまっているため、通常のAPバトルと同様の決着方法になるケースが増加した。

## ゲームオリジナルキャラクター
ガンバライダー
本作品オリジナルの仮面ライダー。変身の際はICカードと「ガンバライダーカード」が必要となる。
ガンバロード（ND期はガンバドライブとレジェンドライダーバトル。BK期は眼魂ハントバトル。GH期は仮面ライダーバトル他。BM期はビルドアップライダーバトルとガンバライジングバトル他。RT期はボウケン！ライダーロード他、BS期はチャレンジバトルステージ他、ZB期はワンダーライドアドベンチャーとガンバ道場師範代バトル他、50thアニバーサリー弾およびRM期は50周年アニバーサリーロード他、GG期はデザイアグランプリ他）を進めていったり、期間限定のイベントモードクリアなどの報酬として、ガンバライダーパーツと、ライダーアイテム（歴代仮面ライダーの武器）やライダーフィニッシュ（歴代仮面ライダーの必殺技）と、アビリティ（またはバーストアビリティ）が手に入る場合もある。
変身
ガンバライダーカードを読み込むと、変身の掛け声とともにアーマーが体につく。
ナイスドライブ1弾より旧モデル（2013モデル）から2014モデルにモデルチェンジしたがモデルそのものをガンバライジング部のウェブサイトで変更可能。
ガンバライダーアクート
4弾より登場。ガンバライダーの宿敵。ナイスドライブ3弾よりデザインが2014モデルから2015モデルに変更。ゲキレツグランプリ2弾まではCPU限定キャラだったが、ガンバライジング最終弾で50thLR Dark Editionとしてカード化された。

## 登場仮面ライダー作品およびバージョンアップ履歴
ガンバレジェンズ以降のカードの互換性を考慮し、裏面にしか収録されていない、またはCPU戦でしか登場しないといった事情で、ガンバレジェンズでは使用できないライダーは太文字で表記する。
この作品は筐体基板がガンバライドから持ち越しでWindows XP Embleddedを採用していたため、画質は720p相当となった。そのため、違和感が少ないことから3Dモデルをガンバライド時代のものから変更しないケースが多かったが、一部のライダーは稼働途中でリニューアルした場合もある。

### 第1期

#### 1弾
2013年10月31日稼働。
- 『仮面ライダー鎧武/ガイム』
  - 仮面ライダー鎧武 オレンジアームズ
  - 仮面ライダー鎧武 パインアームズ
  - 仮面ライダーバロン バナナアームズ
  - 仮面ライダー龍玄 ブドウアームズ
- 『仮面ライダーウィザード』
  - 仮面ライダーウィザード フレイムスタイル
  - 仮面ライダーウィザード ウォータースタイル
  - 仮面ライダーウィザード ハリケーンスタイル
  - 仮面ライダーウィザード ランドスタイル
  - 仮面ライダーウィザード フレイムドラゴン
  - 仮面ライダービースト
  - 仮面ライダービースト　ファルコマント
  - 仮面ライダービースト　バッファマント
  - 仮面ライダービースト　カメレオマント
  - 白い魔法使い
- 『仮面ライダーフォーゼ』
  - 仮面ライダーフォーゼ ベースステイツ
  - 仮面ライダーフォーゼ エレキステイツ
- 『仮面ライダーW』
  - 仮面ライダーW サイクロンジョーカー
  - 仮面ライダーW ルナトリガー
- 『仮面ライダーディケイド』
  - 仮面ライダーディケイド
  - ディケイドクウガ
  - ディケイドファイズ
  - ディケイド電王
- 『仮面ライダー電王』
  - 仮面ライダー電王 プラットフォーム
  - 仮面ライダー電王 ソードフォーム
  - 仮面ライダー電王 ガンフォーム
- 『仮面ライダー剣』
  - 仮面ライダーブレイド
- 『仮面ライダー555』
  - 仮面ライダーファイズ
- 『仮面ライダークウガ』 
  - 仮面ライダークウガ グローイングフォーム
  - 仮面ライダークウガ マイティフォーム
  - 仮面ライダークウガ ドラゴンフォーム
  - 仮面ライダークウガ ライジングマイティ
  - 仮面ライダークウガ アルティメットフォーム
- 『仮面ライダーBLACK』
  - 仮面ライダーBLACK
  - シャドームーン
- 『仮面ライダーX』
  - 仮面ライダーX
- 『仮面ライダー』
  - 仮面ライダー新1号
  - 仮面ライダー新2号

#### 2弾
2013年12月19日稼働。この弾よりオンラインデータセーブが本格化。
- 『仮面ライダー鎧武/ガイム』
  - 仮面ライダー鎧武 イチゴアームズ
  - 仮面ライダー鎧武 ウィザードアームズ（プロモーションカード）
  - 仮面ライダーバロン マンゴーアームズ
  - 仮面ライダーバロン オーズアームズ（プロモーションカード）
  - 仮面ライダー龍玄 キウイアームズ
  - 仮面ライダー龍玄 Wアームズ（プロモーションカード）
  - 仮面ライダー斬月 メロンアームズ（プロモーションカード）
  - 仮面ライダー武神鎧武 ブラッドオレンジアームズ
- 『仮面ライダーウィザード』
  - 仮面ライダービーストハイパー
- 『仮面ライダーフォーゼ』
  - 仮面ライダーフォーゼ ファイヤーステイツ
  - 仮面ライダーフォーゼ マグネットステイツ
  - 仮面ライダーフォーゼ コズミックステイツ
  - 仮面ライダーフォーゼ メテオフュージョンステイツ
  - 仮面ライダーメテオ
  - 仮面ライダーメテオストーム
- 『仮面ライダーオーズ/OOO』
  - 仮面ライダーオーズ タトバコンボ
  - 仮面ライダーオーズ ガタキリバコンボ
  - 仮面ライダーオーズ タカゴリバ
- 『仮面ライダーキバ』
  - 仮面ライダーキバ キバフォーム
  - 仮面ライダーイクサ セーブモード
  - 仮面ライダーイクサ バーストモード
- 『仮面ライダーカブト』
  - 仮面ライダーカブト ライダーフォーム
  - 仮面ライダーガタック ライダーフォーム
- 『仮面ライダー響鬼』
  - 仮面ライダー響鬼
  - 仮面ライダー響鬼紅
- 『仮面ライダー555』
  - 仮面ライダーカイザ
- 『仮面ライダー龍騎』
  - 仮面ライダー龍騎
  - 仮面ライダーナイト
- 『仮面ライダーアギト』
  - 仮面ライダーアギト グランドフォーム
  - 仮面ライダーアギト トリニティフォーム
  - 仮面ライダーアギト バーニングフォーム
  - 仮面ライダーG3-X
- 『仮面ライダースーパー1』
  - 仮面ライダースーパー1
- 『仮面ライダーストロンガー』
  - 仮面ライダーストロンガー
- 『仮面ライダーV3』
  - 仮面ライダーV3
- 『仮面ライダーバトル ガンバライド』
  - レッドシャドームーン（プロモーションカード）

#### 3弾
2014年3月6日稼働。
- 『仮面ライダー鎧武/ガイム』
  - 仮面ライダー鎧武 ジンバーレモンアームズ
  - 仮面ライダー鎧武 バナナアームズ
  - 仮面ライダー鎧武 スイカアームズ
  - 仮面ライダー鎧武 ウィザードアームズ
  - 仮面ライダー鎧武 カチドキアームズ（特殊システム専用）
  - 仮面ライダー鎧武 1号アームズ（プロモーションカード）
  - 仮面ライダーバロン オーズアームズ
  - 仮面ライダーバロン スイカアームズ（プロモーションカード必殺技演出）
  - 仮面ライダー龍玄 Wアームズ
  - 仮面ライダー斬月 メロンアームズ
  - 仮面ライダー斬月 フォーゼアームズ
  - 仮面ライダー斬月・真 メロンエナジーアームズ
  - 仮面ライダーグリドン ドングリアームズ
  - 仮面ライダー黒影 マツボックリアームズ
  - 仮面ライダーブラーボ ドリアンアームズ
  - 仮面ライダーデューク レモンエナジーアームズ
  - 仮面ライダーシグルド チェリーエナジーアームズ
  - 仮面ライダーマリカ ピーチエナジーアームズ
  - 仮面ライダーナックル クルミアームズ
  - 黒影トルーパー（CPU専用）
  - 仮面ライダーフィフティーン（CPU専用）
- 『仮面ライダーBLACK RX』
  - 仮面ライダーBLACK RX
  - ロボライダー
  - バイオライダー
- 『仮面ライダーZX』
  - 仮面ライダーZX
- 『仮面ライダー (スカイライダー)』
  - スカイライダー
- 『仮面ライダーアマゾン』
  - 仮面ライダーアマゾン
- 『仮面ライダーV3』
  - ライダーマン

#### 4弾
2014年4月24日稼働。
- 『仮面ライダー鎧武/ガイム』
  - 仮面ライダー鎧武 キウイアームズ
  - 仮面ライダー鎧武 ディケイドアームズ
  - 仮面ライダー鎧武 フォーゼアームズ
  - 仮面ライダー鎧武 Wアームズ
  - 仮面ライダー鎧武 オーズアームズ
  - 仮面ライダー鎧武 ジンバーチェリーアームズ
  - 仮面ライダー鎧武 ジンバーピーチアームズ
  - 仮面ライダー鎧武 カチドキアームズ
  - 仮面ライダー鎧武 1号アームズ
  - 仮面ライダーバロン スイカアームズ（必殺技演出）
  - 仮面ライダーバロン レモンエナジーアームズ
  - 仮面ライダーバロン イチゴアームズ
  - 仮面ライダーバロン メロンアームズ
  - 仮面ライダーバロン キウイアームズ
  - 仮面ライダーバロン ウィザードアームズ
  - 仮面ライダー龍玄 バナナアームズ
  - 仮面ライダー龍玄 メロンアームズ
  - 仮面ライダー龍玄 パインアームズ
  - 仮面ライダー龍玄 フォーゼアームズ
  - 仮面ライダー斬月 イチゴアームズ
  - 仮面ライダー斬月 ディケイドアームズ
  - 仮面ライダー斬月 マンゴーアームズ
  - 仮面ライダー斬月 ブドウアームズ
  - 仮面ライダーグリドン クルミアームズ
  - 仮面ライダーグリドン マツボックリアームズ
  - 仮面ライダー黒影 ドングリアームズ
  - 仮面ライダー黒影 クルミアームズ
  - 仮面ライダーナックル ドングリアームズ
  - 仮面ライダーナックル マツボックリアームズ
  - 仮面ライダーフィフティーン
  - 仮面ライダーフィフティーン 鎧武アームズ
- 『仮面ライダーアギト』
  - 仮面ライダーギルス

#### 5弾
2014年6月12日稼働。オンラインデータベース上に存在するライバルと擬似的に対戦できるようになった。
- 『仮面ライダー鎧武/ガイム』
  - 仮面ライダー鎧武 極アームズ
  - 仮面ライダー斬月・真 メロンエナジーアームズ（光実）
- 『仮面ライダーオーズ/OOO』
  - 仮面ライダーオーズ タジャドルコンボ
  - 仮面ライダーオーズ プトティラコンボ
  - 仮面ライダーオーズ ラトラーターコンボ（必殺技演出）
- 『仮面ライダーW』
  - 仮面ライダーW ヒートメタル（必殺技演出）
- 『仮面ライダー剣』
  - 仮面ライダーブレイド ジャックフォーム
  - 仮面ライダーブレイド キングフォーム
  - 仮面ライダーカリス

#### 6弾
2014年8月7日稼働。この弾の時点で劇中・映画に登場する仮面ライダー鎧武のほぼすべての形態・ライダーが参戦。
- 『仮面ライダー鎧武/ガイム』
  - 仮面ライダー鎧武 ドングリアームズ
  - 仮面ライダー鎧武 ドリアンアームズ
  - 仮面ライダー鎧武 龍騎アームズ
  - 仮面ライダー鎧武 電王アームズ（プロモーションカード）
  - 仮面ライダーバロン 電王アームズ
  - 仮面ライダー龍玄 ファイズアームズ
  - 仮面ライダー斬月 カブトアームズ
  - 仮面ライダーグリドン Wアームズ
  - 仮面ライダー黒影 ブレイドアームズ
  - 仮面ライダーブラーボ 響鬼アームズ
  - 仮面ライダー斬月・真 アギトアームズ
  - 仮面ライダーデューク ウィザードアームズ
  - 仮面ライダーシグルド キバアームズ
  - 仮面ライダーマリカ フォーゼアームズ
  - 仮面ライダーナックル クウガアームズ
  - 仮面ライダー鎧武・闇 ブラックジンバーアームズ
  - 仮面ライダーマルス ゴールデンアームズ
  - 仮面ライダー冠 シルバーアームズ（必殺技演出）
  - 仮面ライダー黒影・真 マツボックリエナジーアームズ
  - 仮面ライダー龍玄・黄泉 ヨモツヘグリアームズ（CPU専用）
- 『仮面ライダー555』
  - 仮面ライダーファイズ アクセルフォーム
  - 仮面ライダーファイズ ブラスターフォーム

### 第2期
『仮面ライダードライブ』の放送開始に伴うリニューアル。

#### ナイスドライブ1弾
2014年10月16日稼動。カウンターの登場。データセーブ対応ガンバライダーカードの登場。
- 『仮面ライダードライブ』
  - 仮面ライダードライブ タイプスピード
  - 仮面ライダードライブ タイプスピード フレア
  - 仮面ライダードライブ タイプスピード シャドー
  - 仮面ライダードライブ タイプスピード スパイク
  - 仮面ライダードライブ タイプスピード ハンター
  - 仮面ライダードライブ タイプスピード ベガス（プロモーションカード）
  - 魔進チェイサー（CPU専用）
- 『仮面ライダー鎧武/ガイム』
  - 仮面ライダー龍玄・黄泉 ヨモツヘグリアームズ
- 『仮面ライダーオーズ/OOO』
  - 仮面ライダーオーズ ラトラーターコンボ
- 『仮面ライダーW』
  - 仮面ライダーW ヒートメタル
- 『仮面ライダー電王』
  - 仮面ライダー電王 ロッドフォーム
  - 仮面ライダー電王 クライマックスフォーム
- 『仮面ライダーカブト』
  - 仮面ライダーカブト マスクドフォーム

#### ナイスドライブ2弾
2014年12月18日稼働。この弾よりデータカードダススポット経由のオンライン対戦が解禁され、データカードダス史上初のオンライン対戦に対応した作品ともなる。
- 『仮面ライダードライブ』
  - 仮面ライダードライブ タイプスピード キャブ
  - 仮面ライダードライブ タイプスピード ベガス
  - 仮面ライダードライブ タイプスピード モンスター
  - 仮面ライダードライブ タイプワイルド
  - 仮面ライダードライブ タイプワイルド ダンプ
  - 仮面ライダードライブ タイプワイルド レッカー
  - 仮面ライダードライブ タイプテクニック
  - 仮面ライダードライブ タイプテクニック ブレイバー
  - 仮面ライダードライブ タイプテクニック グラビティ
  - 仮面ライダードライブ タイプフルーツ（プロモーションカード）
  - 仮面ライダープロトドライブ
  - 魔進チェイサー
  - 仮面ライダールパン
  - 仮面ライダーマッハ（プロモーションカード）
- 『仮面ライダー鎧武/ガイム』
  - 黒影トルーパー（城乃内）
  - 仮面ライダー鎧武 ドライブアームズ（プロモーションカード）
- 『仮面ライダーW』
  - 仮面ライダーアクセル
  - 仮面ライダージョーカー
- 『仮面ライダーキバ』
  - 仮面ライダーキバ エンペラーフォーム
  - 仮面ライダーサガ
- 『仮面ライダーバトル ガンバライド』
  - レッドシャドームーン

#### ナイスドライブ3弾
2015年2月19日稼働。
- 『仮面ライダードライブ』
  - 仮面ライダードライブ タイプスピード ミキサー
  - 仮面ライダードライブ タイプデットヒート
  - 仮面ライダーマッハ
  - 仮面ライダーデットヒートマッハ
  - 仮面ライダー3号（CPU専用）
- 『仮面ライダー鎧武/ガイム』
  - ロード・バロン
- 『仮面ライダーウィザード』
  - 仮面ライダーウィザード インフィニティースタイル
  - 仮面ライダーウィザード インフィニティードラゴン
- 『仮面ライダー龍騎』
  - 仮面ライダーゾルダ
  - 仮面ライダー王蛇

#### ナイスドライブ4弾
2015年4月23日稼働。
- 『仮面ライダードライブ』
  - 仮面ライダードライブ タイプフォーミュラ
  - 仮面ライダードライブ タイプフォーミュラ スパーナF03
  - 仮面ライダーチェイサー
  - 仮面ライダー3号
- 『仮面ライダー鎧武/ガイム』
  - 仮面ライダーバロン リンゴアームズ
  - 仮面ライダー斬月 ウォーターメロンアームズ
- 『仮面ライダーW』
  - 仮面ライダーW サイクロンジョーカーエクストリーム
  - 仮面ライダーW サイクロンジョーカーゴールドエクストリーム
  - 仮面ライダーエターナル

#### ナイスドライブ5弾
2015年6月18日稼動。
- 『仮面ライダードライブ』
  - 仮面ライダードライブ タイプトライドロン
  - 仮面ライダードライブ タイプトライドロン アタック1.2.3
- 『仮面ライダー響鬼』
  - 仮面ライダー装甲響鬼
- 『仮面ライダー剣』
  - 仮面ライダーギャレン
- 『仮面ライダーストロンガー』
  - 仮面ライダーストロンガー チャージアップ

#### ナイスドライブ6弾
2015年8月6日稼働。
- 『仮面ライダードライブ』
  - 仮面ライダードライブ タイプトライドロン コウジゲンバー
  - 仮面ライダードライブ タイプフォーミュラ マンターンF01
  - 仮面ライダードライブ タイプフォーミュラ ジャッキーF02
  - 仮面ライダードライブ タイプフルーツ
- 『仮面ライダー鎧武/ガイム』
  - 仮面ライダー鎧武 ドライブアームズ
- 『仮面ライダーオーズ/OOO』
  - 仮面ライダーバース（伊達）
- 『仮面ライダーディケイド』
  - 仮面ライダーディケイド コンプリートフォーム
- 『仮面ライダー555』
  - 仮面ライダーデルタ
- 『仮面ライダーゴースト』
  - 仮面ライダーゴースト オレ魂（プロモーションカード）
  - 仮面ライダーゴースト ニュートン魂（プロモーションカード）

### 第3期
『仮面ライダーゴースト』の放送開始に伴うリニューアル。筐体に搭載されたQRコードの読み取り機能で玩具のゴーストアイコンとの連動可能。ゴースト・スペクター・ネクロムのアイコンチェンジでのみ変身できる形態は省略。ゴエモン魂、リョウマ魂、ヒミコ魂にゴーストが変身する場合は強制的に素体が闘魂ブースト魂になる。

#### バッチリカイガン1弾
2015年10月8日稼働。
- 『仮面ライダーゴースト』
  - 仮面ライダーゴースト オレ魂
  - 仮面ライダーゴースト ニュートン魂
  - 仮面ライダーゴースト ムサシ魂
  - 仮面ライダーゴースト エジソン魂
  - 仮面ライダーゴースト ロビン魂（プロモーションカード）
  - 仮面ライダーゴースト ベートーベン魂（プロモーションカード）
  - 仮面ライダーゴースト ビリー・ザ・キッド魂（プロモーションカード）
  - 仮面ライダースペクター（プロモーションカード）
  - 仮面ライダースペクター ツタンカーメン魂（プロモーションカード）
  - 仮面ライダースペクター ノブナガ魂（プロモーションカード）
- 『仮面ライダーフォーゼ』
  - 仮面ライダーフォーゼ メテオなでしこフュージョンステイツ
- 『仮面ライダー電王』
  - 仮面ライダーゼロノス アルタイルフォーム
  - 仮面ライダーゼロノス ベガフォーム

#### バッチリカイガン2弾
2015年12月3日稼働。
- 『仮面ライダーゴースト』
  - 仮面ライダーゴースト ロビン魂
  - 仮面ライダーゴースト ベートーベン魂
  - 仮面ライダーゴースト ビリー・ザ・キッド魂
  - 仮面ライダーゴースト ベンケイ魂
  - 仮面ライダーゴースト 闘魂ブースト魂（プロモーションカード）
  - 仮面ライダーゴースト スペシャルオレ魂（プロモーションカード）
  - 仮面ライダースペクター
  - 仮面ライダースペクター ツタンカーメン魂
  - 仮面ライダースペクター ノブナガ魂
- 『仮面ライダーオーズ/OOO』
  - 仮面ライダーバース（後藤）
  - 仮面ライダーバース・プロトタイプ（伊達）
- 『仮面ライダーカブト』
  - 仮面ライダーダークカブト ライダーフォーム

#### バッチリカイガン3弾
2016年1月28日稼動。
- 『仮面ライダーゴースト』
  - 仮面ライダーゴースト 闘魂ブースト魂
  - 仮面ライダーゴースト ゴエモン魂
  - 仮面ライダーゴースト リョウマ魂
  - 仮面ライダーゴースト ヒミコ魂（プロモーションカード）
  - 仮面ライダーゴースト ガリレオ魂（プロモーションカード）
  - 仮面ライダースペクター フーディーニ魂
  - 仮面ライダーネクロム
  - 仮面ライダーネクロム グリム魂（プロモーションカード）
  - 仮面ライダーネクロム サンゾウ魂（プロモーションカード）
- 『仮面ライダーウィザード』
  - 仮面ライダーウィザード オールドラゴン
- 『仮面ライダーW』
  - 仮面ライダーW ファングジョーカー
- 『仮面ライダーキバ』
  - 仮面ライダーキバ ドガバキフォーム
- 『仮面ライダーアギト』
  - 仮面ライダーアギト シャイニングフォーム

#### バッチリカイガン4弾
2016年3月24日稼動。
- 『仮面ライダーゴースト』
  - 仮面ライダーゴースト グレイトフル魂
  - 仮面ライダーゴースト ヒミコ魂
  - 仮面ライダーゴースト クウガ魂
  - 仮面ライダーゴースト 龍騎魂
  - 仮面ライダーゴースト 響鬼魂
  - 仮面ライダーゴースト 電王魂
  - 仮面ライダーゴースト ウィザード魂
  - 仮面ライダーゴースト 鎧武魂
  - 仮面ライダーゴースト ドライブ魂
  - 仮面ライダーネクロムスペクター
  - 仮面ライダースペクター アギト魂
  - 仮面ライダースペクター ディケイド魂
  - 仮面ライダースペクター ダブル魂
  - 仮面ライダースペクター オーズ魂
  - 仮面ライダースペクター フォーゼ魂
  - 仮面ライダーネクロム グリム魂
  - 仮面ライダーネクロム サンゾウ魂
  - 仮面ライダーネクロム ファイズ魂
  - 仮面ライダーネクロム ブレイド魂
  - 仮面ライダーネクロム カブト魂
  - 仮面ライダーネクロム キバ魂
- 『仮面ライダーW』
  - 仮面ライダースカル
- 『仮面ライダー龍騎』
  - 仮面ライダー龍騎サバイブ
- 『仮面ライダー1号』
  - 仮面ライダー1号（プロモーションカード）

#### バッチリカイガン5弾
2016年6月2日稼働。
- 『仮面ライダーゴースト』
  - 仮面ライダーゴースト ムゲン魂
  - 仮面ライダースペクター エジソン魂（必殺技演出）
  - 仮面ライダーディープスペクター
  - 仮面ライダーディープスペクター ノブナガ魂
  - 仮面ライダーディープスペクター ベートーベン魂（必殺技演出）
  - 仮面ライダーディープスペクター ベンケイ魂（必殺技演出）
  - 仮面ライダーネクロム ニュートン魂（必殺技演出）
  - 仮面ライダーネクロム ベートーベン魂（必殺技演出）
  - 仮面ライダーネクロム ヒミコ魂（必殺技演出）
- 『仮面ライダーキバ』
  - 仮面ライダーダークキバ
- 『仮面ライダー電王』
  - 仮面ライダー電王 ライナーフォーム
- 『仮面ライダー1号』
  - 仮面ライダー1号

#### バッチリカイガン6弾
2016年7月28日稼働。
- 『仮面ライダーエグゼイド』
  - 仮面ライダーエグゼイド アクションゲーマー レベル2（プロモーションカード）
- 『仮面ライダーゴースト』
  - 仮面ライダーゴースト ダーウィン魂
  - 仮面ライダーゴースト ツタンカーメン魂
  - 仮面ライダーゴースト ノブナガ魂
  - 仮面ライダーゴースト フーディーニ魂
  - 仮面ライダーゴースト グリム魂
  - 仮面ライダーゴースト サンゾウ魂
  - 仮面ライダーゴースト スペシャルオレ魂
  - 仮面ライダーゴースト サンタ魂
  - 仮面ライダーゴースト カメハメハ魂
  - 仮面ライダーゴースト 一休魂
  - 仮面ライダーゴースト ガリレオ魂
  - 仮面ライダーゴースト 1号魂
  - 仮面ライダーゴースト 平成魂
  - 仮面ライダーゴースト シェイクスピア魂
  - 仮面ライダーゴースト コロンブス魂
  - 仮面ライダーゴースト ナイチンゲール魂
  - 仮面ライダースペクター ピタゴラス魂
  - 仮面ライダーゼロスペクター（プロモーションカード）
  - 仮面ライダーダークゴースト（プロモーションカード）
  - 仮面ライダーダークゴースト ナポレオン魂（プロモーションカード）
- 『仮面ライダーカブト』
  - 仮面ライダーカブト ハイパーフォーム
- 『仮面ライダー響鬼』
  - 仮面ライダー威吹鬼

### 第4期
『仮面ライダーエグゼイド』の放送開始に伴うリニューアル。玩具のゴーストアイコンに加え、玩具のライダーガシャットやガシャポンのブットバソウルにも連動できるように追加。ブットバソウルのメダルはライダータイム6弾まで全メダルにランダムな効果や固有演出が割り振られていたが、バーストライズ1弾で汎用効果のみになり、ズバットバットウ1弾で連動が廃止。

#### ガシャットヘンシン1弾
2016年10月6日稼働。
- 『仮面ライダーエグゼイド』
  - 仮面ライダーエグゼイド アクションゲーマー レベル1
  - 仮面ライダーエグゼイド アクションゲーマー レベル2
  - 仮面ライダーエグゼイド ロボットアクションゲーマー レベル3（プロモーションカード）
  - 仮面ライダーブレイブ クエストゲーマー レベル1
  - 仮面ライダーブレイブ クエストゲーマー レベル2
  - 仮面ライダーブレイブ ビートクエストゲーマー レベル3（プロモーションカード）
  - 仮面ライダースナイプ シューティングゲーマー レベル1
  - 仮面ライダースナイプ シューティングゲーマー レベル2
  - 仮面ライダースナイプ コンバットシューティングゲーマー レベル3（プロモーションカード）
  - 仮面ライダーレーザー バイクゲーマー レベル1
  - 仮面ライダーレーザー バイクゲーマー レベル2
  - 仮面ライダーゲンム アクションゲーマー レベル1
  - 仮面ライダーゲンム アクションゲーマー レベル2
- 『仮面ライダーゴースト』
  - 仮面ライダーダークゴースト
  - 仮面ライダーダークゴースト ナポレオン魂
  - 仮面ライダーゼロスペクター

#### ガシャットヘンシン2弾
2016年12月8日稼働。
- 『仮面ライダーエグゼイド』
  - 仮面ライダーエグゼイド ロボットアクションゲーマー レベル3
  - 仮面ライダーエグゼイド ハンターアクションゲーマー レベル5
  - 仮面ライダーエグゼイド ダブルアクションゲーマー レベルX（プロモーションカード）
  - 仮面ライダーエグゼイド ダブルアクションゲーマー レベルXX R（プロモーションカード）
  - 仮面ライダーエグゼイド ゴーストゲーマー レベル2
  - 仮面ライダーブレイブ ビートクエストゲーマー レベル3
  - 仮面ライダーブレイブ ハンタークエストゲーマー レベル5
  - 仮面ライダースナイプ コンバットシューティングゲーマー レベル3
  - 仮面ライダースナイプ ハンターシューティングゲーマー レベル5
  - 仮面ライダーレーザー チャンバラバイクゲーマー レベル3
  - 仮面ライダーレーザー ハンターバイクゲーマー レベル5
  - 仮面ライダーゲンム スポーツアクションゲーマー レベル3
  - 仮面ライダーゲンム ゾンビゲーマー レベルX（プロモーションカード）
- 『仮面ライダーゴースト』
  - 仮面ライダーゴースト テンカトウイツ魂
  - 仮面ライダーゴースト エグゼイド魂
  - 仮面ライダーゴースト シンセングミ魂（プロモーションカード）
- 『仮面ライダー龍騎』
  - 仮面ライダーリュウガ

#### ガシャットヘンシン3弾
2017年2月2日稼働。
- 『仮面ライダーエグゼイド』
  - 仮面ライダーエグゼイド ダブルアクションゲーマー レベルX
  - 仮面ライダーエグゼイド ダブルアクションゲーマー レベルXX R
  - 仮面ライダーエグゼイド ダブルアクションゲーマー レベルXX L
  - 仮面ライダーエグゼイド バーガーアクションゲーマー レベル4（プロモーションカード）
  - 仮面ライダーエグゼイド 鎧武ゲーマー レベル2
  - 仮面ライダーエグゼイド ドライブゲーマー レベル2
  - 仮面ライダースナイプ シミュレーションゲーマー レベル50（プロモーションカード）
  - 仮面ライダーゲンム ゾンビゲーマー レベルX
  - 仮面ライダーゲンム ウィザードゲーマー レベル2
  - 仮面ライダーパラドクス パズルゲーマー レベル50
  - 仮面ライダーパラドクス ファイターゲーマー レベル50
- 『仮面ライダーカブト』
  - 仮面ライダーキックホッパー
  - 仮面ライダーパンチホッパー

#### ガシャットヘンシン4弾
2017年3月23日稼働。
- 『仮面ライダーエグゼイド』
  - 仮面ライダーエグゼイド マキシマムゲーマー レベル99
  - 仮面ライダーエグゼイド スポーツアクションゲーマー レベル3
  - 仮面ライダーエグゼイド パックアクションゲーマー
  - 仮面ライダーエグゼイド クウガゲーマー レベル2
  - 仮面ライダーエグゼイド 龍騎ゲーマー レベル2
  - 仮面ライダーエグゼイド カブトゲーマー レベル2
  - 仮面ライダーエグゼイド キバゲーマー レベル2
  - 仮面ライダーエグゼイド ディケイドゲーマー レベル2
  - 仮面ライダーエグゼイド ダブルゲーマー レベル2
  - 仮面ライダーエグゼイド 1号ゲーマー レベル2
  - 仮面ライダーブレイブ ファンタジーゲーマー レベル50
  - 仮面ライダーブレイブ ファミスタクエストゲーマー（プロモーションカード）
  - 仮面ライダーブレイブ ギャラクシアンクエストゲーマー（プロモーションカード）
  - 仮面ライダースナイプ シミュレーションゲーマー レベル50
  - 仮面ライダースナイプ ゼビウスシューティングゲーマー（プロモーションカード）
  - 仮面ライダーゲンム アギトゲーマー レベル2
  - 仮面ライダーゲンム ファイズゲーマー レベル2
  - 仮面ライダーゲンム ブレイドゲーマー レベル2
  - 仮面ライダーゲンム 響鬼ゲーマー レベル2
  - 仮面ライダーゲンム 電王ゲーマー レベル2
  - 仮面ライダーゲンム オーズゲーマー レベル2
  - 仮面ライダーゲンム フォーゼゲーマー レベル2
  - 仮面ライダーパラドクス パーフェクトノックアウトゲーマー レベル99（プロモーションカード）
- 『仮面ライダー電王』
  - 仮面ライダーNEW電王 ストライクフォーム
  - モモタロス
- 『仮面ライダーアマゾンズ』
  - 仮面ライダーアマゾンオメガ
  - 仮面ライダーアマゾンアルファ

#### ガシャットヘンシン5弾
2017年5月25日稼働。
- 『仮面ライダーエグゼイド』
  - 仮面ライダーエグゼイド ムテキゲーマー（プロモーションカード）
  - 仮面ライダーエグゼイド バイクアクションゲーマー レベル0（プロモーションカード）
  - 仮面ライダースナイプ シューティングゲーマー レベル2（プロト）
  - 仮面ライダーレーザーターボ バイクゲーマー レベル0（プロモーションカード）
  - 仮面ライダーパラドクス パーフェクトノックアウトゲーマー レベル99
  - 仮面ライダークロノス クロニクルゲーマー
  - 仮面ライダーポッピー ときめきクライシスゲーマー レベルX
- 『仮面ライダーゴースト』
  - 仮面ライダーシンスペクター
- 『仮面ライダー電王』
  - 仮面ライダー電王 アックスフォーム
  - ウラタロス
  - キンタロス
  - リュウタロス
- 『仮面ライダーアマゾンズ』
  - 仮面ライダーアマゾンネオ
  - 仮面ライダーアマゾンニューオメガ
  - 仮面ライダーアマゾンアルファ（シーズン2、白目）

#### ガシャットヘンシン6弾
2017年7月13日稼働。
- 『仮面ライダービルド』
  - 仮面ライダービルド ラビットタンクフォーム（プロモーションカード）
- 『仮面ライダーエグゼイド』
  - 仮面ライダーエグゼイド ムテキゲーマー
  - 仮面ライダーエグゼイド バーガーアクションゲーマー レベル4
  - 仮面ライダーエグゼイド バイクアクションゲーマー レベル0
  - 仮面ライダーエグゼイド クリエイターゲーマー（プロモーションカード）
  - 仮面ライダーブレイブ レガシーゲーマー レベル100
  - 仮面ライダーブレイブ サファリクエストゲーマー レベル4
  - 仮面ライダーブレイブ ファミスタクエストゲーマー
  - 仮面ライダーブレイブ ギャラクシアンクエストゲーマー
  - 仮面ライダースナイプ ゼビウスシューティングゲーマー
  - 仮面ライダーレーザーターボ バイクゲーマー レベル0
  - 仮面ライダーレーザーターボ プロトスポーツバイクゲーマー レベル0
  - 仮面ライダーレーザーターボ プロトコンバットバイクゲーマー レベル0
  - 仮面ライダーゲンム アクションゲーマー レベル0
  - 仮面ライダーゲンム ゾンビアクションゲーマー レベルX-0

### 第5期
『仮面ライダービルド』の放送開始に伴うリニューアル。玩具のゴーストアイコンと玩具のライダーガシャットとガシャポンのブットバソウルに加え、玩具のフルボトルとの連動も出来るように追加。

#### ボトルマッチ1弾
2017年9月7日稼働。コンビニなどで限定販売されたベストマッチパックで「BM1-XXX」から始まるカードは除外。
- 『仮面ライダービルド』
  - 仮面ライダービルド ラビットタンクフォーム
  - 仮面ライダービルド ゴリラモンドフォーム
  - 仮面ライダービルド ホークガトリングフォーム
  - 仮面ライダービルド ラビット掃除機
  - 仮面ライダービルド ハリネズミタンク
  - 仮面ライダービルド ニンニンコミックフォーム（プロモーションカード）
  - 仮面ライダービルド ロケットパンダフォーム（プロモーションカード）
  - 仮面ライダービルド ファイヤーヘッジホッグフォーム（プロモーションカード）
  - 仮面ライダービルド キードラゴンフォーム（プロモーションカード）
  - 仮面ライダークローズ（プロモーションカード）
  - ナイトローグ
  - ブラッドスターク（プロモーションカード）
- 『仮面ライダーエグゼイド』
  - 仮面ライダーエグゼイド クリエイターゲーマー
  - 仮面ライダー風魔 ニンジャゲーマー
- 『仮面ライダーJ』
  - 仮面ライダーJ

#### ボトルマッチ2弾
2017年11月22日稼動。
- 『仮面ライダービルド』
  - 仮面ライダービルド 海賊レッシャーフォーム
  - 仮面ライダービルド キードラゴンフォーム
  - 仮面ライダービルド ライオンクリーナーフォーム
  - 仮面ライダービルド ファイヤーヘッジホッグフォーム
  - 仮面ライダービルド ニンニンコミックフォーム
  - 仮面ライダービルド ロケットパンダフォーム
  - 仮面ライダービルド ラビットガトリング
  - 仮面ライダービルド ゴリラ掃除機
  - 仮面ライダービルド オクトパスライトフォーム（プロモーションカード）
  - 仮面ライダービルド フェニックスロボフォーム（プロモーションカード）
  - 仮面ライダービルド スマホウルフフォーム（プロモーションカード）
  - 仮面ライダービルド ラビットタンクスパークリングフォーム（プロモーションカード）
  - 仮面ライダービルド エグゼイドフォーム（プロモーションカード）
  - 仮面ライダービルド ゴーストフォーム（プロモーションカード）
  - 仮面ライダービルド 鎧武フォーム（プロモーションカード）
  - 仮面ライダービルド ウィザードフォーム（プロモーションカード）
  - 仮面ライダービルド フォーゼフォーム（プロモーションカード）
  - 仮面ライダービルド オーズフォーム（プロモーションカード）
  - 仮面ライダービルド Wフォーム（プロモーションカード）
  - 仮面ライダービルド 電王フォーム（プロモーションカード）
  - 仮面ライダークローズ
  - 仮面ライダークローズチャージ（プロモーションカード）
  - 仮面ライダーグリス（プロモーションカード）
  - ブラッドスターク
- 『仮面ライダーカブト』
  - 仮面ライダーガタック ハイパーフォーム
- 『仮面ライダー龍騎』
  - 仮面ライダーナイトサバイブ

#### ボトルマッチ3弾
2018年1月18日稼動。
- 『仮面ライダービルド』
  - 仮面ライダービルド ラビットタンクスパークリングフォーム
  - 仮面ライダービルド オクトパスライトフォーム
  - 仮面ライダービルド フェニックスロボフォーム
  - 仮面ライダービルド 海賊ロック
  - 仮面ライダービルド ライオンガトリング
  - 仮面ライダービルド 忍者ライト
  - 仮面ライダービルド クマテレビフォーム（プロモーションカード）
  - 仮面ライダービルド ビートルカメラフォーム（プロモーションカード）
  - 仮面ライダービルド ラビットタンクハザードフォーム（プロモーションカード）
  - 仮面ライダークローズチャージ
  - 仮面ライダーグリス
  - 仮面ライダーローグ（CPU専用）
- 『仮面ライダーエグゼイド』
  - 仮面ライダークロノス（大我）
- 『仮面ライダードライブ』
  - 仮面ライダーチェイサーマッハ
- 『仮面ライダーオーズ/OOO』
  - 仮面ライダーオーズ スーパータトバコンボ
  - 仮面ライダーオーズ サゴーゾコンボ
  - 仮面ライダーオーズ シャウタコンボ
- 『仮面ライダーディケイド』
  - 仮面ライダーディケイド 激情態

#### ボトルマッチ4弾
2018年3月22日稼動。
- 『仮面ライダービルド』
  - 仮面ライダービルド ラビットラビットフォーム
  - 仮面ライダービルド タンクタンクフォーム
  - 仮面ライダービルド ラビットタンクハザードフォーム
  - 仮面ライダービルド スマホウルフフォーム
  - 仮面ライダービルド スマホウルフハザードフォーム
  - 仮面ライダービルド ローズコプターフォーム
  - 仮面ライダービルド ユニレイザーフォーム
  - 仮面ライダービルド タートルウォッチフォーム
  - 仮面ライダービルド ビートルカメラフォーム
  - 仮面ライダービルド トラユーフォーフォーム
  - 仮面ライダービルド クジラジェットフォーム
  - 仮面ライダービルド キリンサイクロンフォーム
  - 仮面ライダービルド シカミッドフォーム
  - 仮面ライダービルド ペンギンスケーターフォーム
  - 仮面ライダービルド ドラゴン消防車
  - 仮面ライダービルド ウルフ電車
  - 仮面ライダービルド タカコミック
  - 仮面ライダービルド マグゴーストフォーム（プロモーションカード）
  - 仮面ライダークローズマグマ（プロモーションカード）
  - 仮面ライダーローグ
  - 仮面ライダーエボル コブラフォーム（CPU専用）
- 『仮面ライダーキバ』
  - 仮面ライダーライジングイクサ
  - 仮面ライダーイクサ セーブモード（音也）
  - 仮面ライダーダークキバ（太牙）
  - 仮面ライダーダークキバ（音也）
  - 仮面ライダーキバ（正夫）

#### ボトルマッチ5弾
2018年5月17日稼動。
- 『仮面ライダービルド』
  - 仮面ライダービルド ホークガトリングハザードフォーム
  - 仮面ライダービルド マグゴーストフォーム
  - 仮面ライダービルド サメバイクフォーム
  - 仮面ライダービルド ローズ掃除機
  - 仮面ライダービルド クジラ消防車
  - 仮面ライダービルド ジーニアスフォーム（プロモーションカード）
  - 仮面ライダービルド ディケイドフォーム（プロモーションカード）
  - 仮面ライダークローズマグマ
  - 仮面ライダーエボル コブラフォーム
  - 仮面ライダーエボル ラビットフォーム（玩具使用）
  - 仮面ライダーエボル ドラゴンフォーム（玩具使用）
  - 仮面ライダーエボル ブラックホールフォーム（CPU専用）
  - 仮面ライダーマッドローグ
- 『仮面ライダーエグゼイド』
  - 仮面ライダーエグゼイド ダブルファイターゲーマー レベル39
  - 仮面ライダーレーザーX
  - 仮面ライダーゲンム ゴッドマキシマムゲーマー レベルビリオン
  - 仮面ライダーパラドクス ダブルファイターゲーマー レベル39
  - ライドプレイヤー
  - ライドプレイヤーニコ
  - ゲムデウスクロノス
  - 仮面ライダーアナザーパラドクス

#### ボトルマッチ6弾
2018年7月12日稼動。
- 『仮面ライダージオウ』
  - 仮面ライダージオウ（プロモーションカード）
- 『仮面ライダービルド』
  - 仮面ライダービルド ジーニアスフォーム
  - 仮面ライダービルド クローズビルドフォーム（プロモーションカード）
  - 仮面ライダーグレートクローズ
  - 仮面ライダーエボル ブラックホールフォーム
  - ナイトローグ（内海）

### 第6期
『仮面ライダージオウ』の放送開始に伴うリニューアル。玩具のゴーストアイコン〜フルボトル、ブットバソウルに加えて、玩具のライドウォッチの連動も出来るように追加。

#### ライダータイム1弾
2018年9月6日稼働。
- 『仮面ライダージオウ』
  - 仮面ライダージオウ
  - 仮面ライダージオウ ビルドアーマー
  - 仮面ライダージオウ エグゼイドアーマー
  - 仮面ライダージオウ ゴーストアーマー
  - 仮面ライダージオウ オーズアーマー（プロモーションカード）
  - 仮面ライダーゲイツ
  - 仮面ライダーゲイツ ゴーストアーマー
  - 仮面ライダーゲイツ ドライブアーマー
  - 仮面ライダーゲイツ ビルドアーマー
  - 仮面ライダーゲイツ ファイズアーマー（プロモーションカード）
  - 仮面ライダーゲイツ ゲンムアーマー（プロモーションカード）
- 『仮面ライダービルド』
  - 仮面ライダービルド クローズビルドフォーム
- 『仮面ライダークウガ』
  - 仮面ライダークウガ アメイジングマイティ

#### ライダータイム2弾
2018年11月8日稼働。
- 『仮面ライダージオウ』
  - 仮面ライダージオウ フォーゼアーマー
  - 仮面ライダージオウ オーズアーマー
  - 仮面ライダージオウ ディケイドアーマー（プロモーションカード）
  - 仮面ライダーゲイツ ファイズアーマー
  - 仮面ライダーゲイツ ウィザードアーマー
  - 仮面ライダーゲイツ ゲンムアーマー
  - 仮面ライダーゲイツ エグゼイドアーマー
  - 仮面ライダーウォズ（CPU専用）
- 『仮面ライダービルド』
  - 仮面ライダービルド ラビットドラゴンフォーム
  - 仮面ライダークローズマグマ（ハザードトリガー）
  - 仮面ライダーグリスブリザード
- 『仮面ライダードライブ』
  - ゴルドドライブ（プロモーションカード）

#### ライダータイム3弾
2019年1月10日稼働。
- 『仮面ライダージオウ』
  - 仮面ライダージオウ ディケイドアーマー
  - 仮面ライダージオウ ディケイドアーマービルドフォーム
  - 仮面ライダージオウ 鎧武アーマー
  - 仮面ライダージオウ ダブルアーマー
  - 仮面ライダージオウ クウガアーマー
  - 仮面ライダージオウII（プロモーションカード）
  - 仮面ライダーウォズ
  - 仮面ライダーウォズ フューチャーリングシノビ
  - 仮面ライダーウォズ フューチャーリングクイズ（プロモーションカード）
  - 仮面ライダーウォズ フューチャーリングキカイ（CPU専用）
  - 仮面ライダーディケイド（ネオ、ドライバーがマゼンタ）
  - ディケイドクウガ（ネオ）（必殺技演出）
  - ディケイドアギト（ネオ）（必殺技演出）
  - ディケイド龍騎（ネオ）（必殺技演出）
  - ディケイドファイズ（ネオ）（必殺技演出）
  - ディケイドブレイド（ネオ）（必殺技演出）
  - ディケイド響鬼（ネオ）（必殺技演出）
  - ディケイドカブト（ネオ）（必殺技演出）
  - ディケイド電王（ネオ）（必殺技演出）
  - ディケイドキバ（ネオ）（必殺技演出）
  - ディケイドウィザード
  - ディケイドゴースト
  - ディケイドビルド
- 『仮面ライダーW』
  - 仮面ライダーアクセルトライアル
- 『仮面ライダー電王』
  - 仮面ライダー電王 超クライマックスフォーム

#### ライダータイム4弾
2019年3月14日稼働。
- 『仮面ライダージオウ』
  - 仮面ライダージオウII
  - 仮面ライダージオウ 電王アーマー（プロモーションカード）
  - 仮面ライダージオウトリニティ（プロモーションカード）
  - 仮面ライダーゲイツリバイブ 剛烈
  - 仮面ライダーゲイツリバイブ 疾風
  - 仮面ライダーウォズ フューチャーリングクイズ
  - 仮面ライダーウォズ フューチャーリングキカイ
  - 仮面ライダーウォズギンガファイナリー（プロモーションカード）
  - ディケイドビルド
  - 仮面ライダージオウ（ミラーワールドバージョン）（CPU専用）
- 『仮面ライダークウガ』
  - 仮面ライダークウガ ライジングタイタン

#### ライダータイム5弾
2019年5月9日稼働。
- 『仮面ライダージオウ』
  - 仮面ライダージオウトリニティ
  - 仮面ライダーグランドジオウ（プロモーションカード）
  - 仮面ライダージオウ オーマフォーム（プロモーションカード）
  - 仮面ライダーウォズギンガファイナリー
  - 仮面ライダーウォズギンガ ワクセイフォーム（CPU専用）
  - 仮面ライダーウォズギンガ タイヨウフォーム（CPU専用）
  - 仮面ライダーディエンド（ネオ）
- 『仮面ライダービルド』
  - 仮面ライダークローズエボル
  - 仮面ライダープライムローグ
- 『仮面ライダードライブ』
  - 仮面ライダー超デッドヒートドライブ
- 『仮面ライダーディケイド』
  - 仮面ライダークウガ ライジングアルティメット（小野寺）
  - 仮面ライダーキバーラ
- 『仮面ライダー龍騎』
  - 仮面ライダーナイトサバイブ（城戸）

#### ライダータイム6弾
2019年7月11日稼働。
- 『仮面ライダーゼロワン』
  - 仮面ライダーゼロワン ライジングホッパー（プロモーションカード）
- 『仮面ライダージオウ』
  - 仮面ライダーグランドジオウ
  - 仮面ライダージオウ 電王アーマー
  - 仮面ライダーウォズギンガ ワクセイフォーム
  - 仮面ライダーウォズギンガ タイヨウフォーム
  - 仮面ライダージオウ（ミラーワールドVer.）
  - ディケイドダブル（プロモーションカード）
  - ディケイドオーズ（プロモーションカード）
  - ディケイドフォーゼ（プロモーションカード）
  - ディケイドウィザード（プロモーションカード）
  - ディケイド鎧武（プロモーションカード）
  - ディケイドドライブ（プロモーションカード）
  - ディケイドゴースト（プロモーションカード）
  - ディケイドエグゼイド（プロモーションカード）
- 『仮面ライダーディケイド』
  - 仮面ライダークウガ マイティフォーム（小野寺）
- 『仮面ライダー龍騎』
  - 仮面ライダーオーディン

### 第7期
『仮面ライダーゼロワン』の放送開始に伴うリニューアル。玩具のゴーストアイコン〜ライドウォッチ、ブットバソウルに加えて、玩具のプログライズキーの連動も出来るように追加。バーストライズ06弾をもってICカードのデータセーブは終了し、ズバットバットウ1弾以降はICカードでオフラインプレイができなくなった。

#### バーストライズ01弾
2019年9月5日稼動。
- 『仮面ライダーゼロワン』
  - 仮面ライダーゼロワン ライジングホッパー
  - 仮面ライダーゼロワン フライングファルコン
  - 仮面ライダーゼロワン バイティングシャーク
  - 仮面ライダーゼロワン フリージングベアー（プロモーションカード）
  - 仮面ライダーゼロワン ブレイキングマンモス（プロモーションカード）
  - 仮面ライダーバルカン シューティングウルフ
  - 仮面ライダーバルカン パンチングコング
  - 仮面ライダーバルキリー ラッシングチーター
- 『仮面ライダージオウ』
  - 仮面ライダージオウ オーマフォーム
- 『仮面ライダーオーズ/OOO』
  - 仮面ライダーオーズ タマシーコンボ
- 『仮面ライダー電王』
  - 仮面ライダーゼロノス ゼロフォーム
- 『仮面ライダークウガ』
  - 仮面ライダークウガ ライジングペガサス

#### バーストライズ02弾
2019年11月7日稼動。
- 『仮面ライダーゼロワン』
  - 仮面ライダーゼロワン フレイミングタイガー
  - 仮面ライダーゼロワン フリージングベアー
  - 仮面ライダーゼロワン ブレイキングマンモス
  - 仮面ライダーゼロワン シャイニングホッパー（プロモーションカード）
  - 仮面ライダーバルキリー ライトニングホーネット
  - 仮面ライダー滅 スティングスコーピオン
  - 仮面ライダー迅 フライングファルコン
  - 仮面ライダーサウザー（CPU専用）
- 『仮面ライダージオウ』
  - 仮面ライダー響鬼（京介）
- 『仮面ライダービルド』
  - 仮面ライダーグリスパーフェクトキングダム
- 『仮面ライダーW』
  - 仮面ライダーダブル サイクロンメタル（必殺技演出）
  - 仮面ライダーダブル サイクロントリガー（必殺技演出）
  - 仮面ライダーダブル ヒートジョーカー（必殺技演出）
  - 仮面ライダーダブル ヒートトリガー（必殺技演出）
  - 仮面ライダーダブル ルナジョーカー（必殺技演出）
  - 仮面ライダーダブル ルナメタル（必殺技演出）
- 『仮面ライダースーパー1』
  - 仮面ライダースーパー1 エレキハンド（必殺技演出）

#### バーストライズ03弾
2020年1月9日稼動。
- 『仮面ライダーゼロワン』
  - 仮面ライダーゼロワン シャイニングホッパー
  - 仮面ライダーゼロワン シャイニングアサルトホッパー
  - 仮面ライダーゼロワン メタルクラスタホッパー（プロモーションカード）
  - 仮面ライダーバルカン アサルトウルフ
  - 仮面ライダー迅 バーニングファルコン（CPU専用）
  - 仮面ライダーサウザー
  - 仮面ライダー1型 ロッキングホッパー
- 『仮面ライダージオウ』
  - 仮面ライダーオーマジオウ（2019常磐ソウゴ）
  - ディケイドジオウ
- 『仮面ライダーキバ』
  - 仮面ライダーキバ ガルルフォーム

#### バーストライズ04弾
2020年3月19日稼動。
- 『仮面ライダーゼロワン』
  - 仮面ライダーゼロワン メタルクラスタホッパー
  - 仮面ライダーゼロワン ホッピングカンガルー（プロモーションカード）
  - 仮面ライダー001
  - 仮面ライダーランペイジバルカン
  - 仮面ライダー迅 バーニングファルコン
  - 仮面ライダー雷
- 『仮面ライダービルド』
  - 仮面ライダービルド メリークリスマスフォーム（プロモーションカード）
- 『仮面ライダードライブ』
  - 仮面ライダードライブ タイプスペシャル
  - 魔進チェイサー（武装チェイサーコブラ）
- 『仮面ライダーウィザード』
  - 白い魔法使い（コヨミ）
- 『仮面ライダー電王』
  - 仮面ライダー電王 ウイングフォーム（プロモーションカード）
- 『仮面ライダーカブト』
  - 仮面ライダーザビー ライダーフォーム[注釈 20]
  - 仮面ライダーダークカブト マスクドフォーム（CPU専用）
  - ネイティブワーム（CPU専用）
  - ゼクトルーパー（必殺技演出）
- 『仮面ライダークウガ』
  - ン・ダグバ・ゼバ（CPU専用）

#### バーストライズ05弾
2020年6月18日稼働。
- 『仮面ライダーゼロワン』
  - ファイティングジャッカルレイダー
  - 仮面ライダーアークゼロ
- 『仮面ライダージオウ』
  - 仮面ライダーゲイツマジェスティ
  - 仮面ライダーツクヨミ
- 『仮面ライダービルド』
  - 仮面ライダーエボル ラビットフォーム
- 『仮面ライダー555』
  - 仮面ライダーオーガ
- 『仮面ライダー龍騎』
  - 仮面ライダーゾルダ（由良）
- 『仮面ライダーアギト』
  - 仮面ライダーG3（必殺技演出）

#### バーストライズ06弾
2020年8月6日稼働。
- 『仮面ライダーセイバー』
  - 仮面ライダーセイバー ブレイブドラゴン
  - 仮面ライダーセイバー ドラゴンジャッ君（プロモーションカード）
  - 仮面ライダーブレイズ ライオン戦記（プロモーションカード）
  - 仮面ライダーバスター 玄武神話 （CPU専用）
- 『仮面ライダーゼロワン』
  - 仮面ライダーゼロツー
  - 仮面ライダー亡
  - 仮面ライダーアークワン
- 『仮面ライダージオウ』
  - オーマジオウ（CPU専用）
- 『仮面ライダービルド』
  - 仮面ライダーエボル ドラゴンフォーム（CPU専用）
- 『仮面ライダーゴースト』
  - 仮面ライダースペクター シンセングミ魂（プロモーションカード）
  - 仮面ライダーダークゴースト イッキュウ魂（CPU専用）
  - 仮面ライダーダークゴースト ピタゴラス魂（CPU専用）
- 『仮面ライダードライブ』
  - 仮面ライダーダークドライブ タイプネクスト（CPU専用）
- 『仮面ライダー鎧武/ガイム』
  - 仮面ライダー斬月 カチドキアームズ
  - 黒影トルーパー（プロモーションカード）
- 『仮面ライダーディケイド』
  - 仮面ライダーディケイド 最強コンプリートフォーム
- 『仮面ライダーカブト』
  - 仮面ライダーダークカブト マスクドフォーム
- 『仮面ライダー剣』
  - 仮面ライダーワイルドカリス

### 第8期
『仮面ライダーセイバー』の放送開始に伴うリニューアル。玩具のゴーストアイコン〜プログライズキーに加えて、ワンダーライドブックの連動も出来るように追加。kamen rider 50th anniversary弾は実質6弾であるが、コロナ禍関連で仮面ライダーゼロワンが放送短縮された影響が絡んだことで、稼働中に仮面ライダーリバイスが放送開始する事態が発生し、リバイ、バイスもその弾で参戦した(実際のリリリミックス1弾の稼働開始時はリバイス1話放送の約一か月後)。ギーツ弾でも同様に、ゲキレツグランプリ1弾の稼働開始の一か月前に仮面ライダーギーツが放送開始する事態になっている。ガンバレジェンズ開始後もこの風習は変更されず、仮面ライダーガッチャードが本格参戦したレジェンズ無印3弾の稼働開始時期がガッチャード放送開始後の一か月後となった。
バーストタイプに補正がかかり、ブレイカータイプ以外のタイプ効果が大幅に上昇された。

#### ズバットバットウ1弾
2020年10月1日稼働。
- 『仮面ライダーセイバー』
  - 仮面ライダーセイバー ドラゴンジャッ君
  - 仮面ライダーセイバー ドラゴンピーター
  - 仮面ライダーセイバー ドラゴンヘッジホッグピーター
  - 仮面ライダーセイバー クリムゾンドラゴン（プロモーションカード）
  - 仮面ライダーブレイズ ライオン戦記
  - 仮面ライダーブレイズ ライオンファンタジスタ
  - 仮面ライダーバスター 玄武神話
  - 仮面ライダーエスパーダ ランプドアランジーナ
  - 仮面ライダーカリバー ジャアクドラゴン（CPU専用）
- 『仮面ライダーゼロワン』
  - 仮面ライダーバルカン アサルトウルフ（亡）
- 『仮面ライダービルド』 
  - 仮面ライダービルド ジーニアスフォーム（ハザードトリガー）
- 『仮面ライダー鎧武/ガイム』
  - 仮面ライダー鎧武 アーマードライダーズ（ガンバレジェンズで使用すると鎧武のみ登場）
- 『仮面ライダーオーズ/OOO』
  - バース・デイ（後藤）（プロモーションカード）
- 『仮面ライダー剣』
  - 仮面ライダーレンゲル（必殺技演出）
  - ジョーカー（CPU専用）
- 『仮面ライダーアギト』
  - 仮面ライダーアギト フレイムフォーム
- 『仮面ライダークウガ』
  - 仮面ライダークウガ ライジングドラゴン（プロモーションカード）

#### ズバットバットウ2弾
2020年12月3日稼働。
- 『仮面ライダーセイバー』
  - 仮面ライダーセイバー ドラゴニックナイト
  - 仮面ライダーセイバー ドラゴンイーグル
  - 仮面ライダーセイバー ドラゴンイーグルブレーメン
  - 仮面ライダーセイバー ドラゴンイーグルぶた3
  - 仮面ライダーセイバー ドラゴンアーサー
  - 仮面ライダーセイバー クリムゾンドラゴン
  - 仮面ライダーブレイズ ファンタスティックライオン
  - 仮面ライダーエスパーダ ゴールデンアランジーナ
  - 仮面ライダーエスパーダ ランプドケルベロス
  - 仮面ライダー剣斬 猿飛忍者伝
  - 仮面ライダースラッシュ ヘンゼルナッツとグレーテル
  - 仮面ライダーカリバー ジャオウドラゴン
- 『仮面ライダーゼロワン』
  - 仮面ライダーゼロワン リアライジングホッパー
  - 仮面ライダーオルトロスバルカン
  - 仮面ライダー滅 アークスコーピオン
- 『仮面ライダーオーズ/OOO』
  - 仮面ライダーオーズ ブラカワニコンボ
  - 仮面ライダーオーズ シガゼシコンボ
  - アンク（グリード態）
  - 仮面ライダーコア（CPU専用）
  - クズヤミー（CPU専用）
  - 恐竜グリード（CPU専用）

#### ズバットバットウ3弾
2021年1月28日稼働。
- 『仮面ライダーセイバー』
  - 仮面ライダーセイバー エモーショナルドラゴン
  - 仮面ライダーセイバー ドラゴンアランジーナ
  - 仮面ライダーブレイズ キングライオン大戦記
  - 仮面ライダー最光 金の武器 銀の武器
  - 仮面ライダーカリバー ジャアクドラゴン
- 『仮面ライダーゼロワン』
  - 仮面ライダーエデン
- 『仮面ライダー鎧武/ガイム』
  - 仮面ライダーグリドン ライチアームズ（プロモーションカード）
- 『仮面ライダーウィザード』
  - フェニックス（CPU専用）
- 『仮面ライダーディケイド』
  - 仮面ライダーディエンド（ウラタロス）
- 『仮面ライダーカブト』
  - 仮面ライダードレイク ライダーフォーム
- 『仮面ライダーZO』
  - 仮面ライダーZO（スキャン演出）
- 『真・仮面ライダー 序章』
  - 仮面ライダーシン（スキャン演出）

#### ズバットバットウ4弾
2021年3月25日稼働。
- 『仮面ライダーセイバー』
  - 仮面ライダーセイバー エレメンタルプリミティブドラゴン
  - 仮面ライダーセイバー プリミティブドラゴン
  - 仮面ライダーカリバー ジャアクドラゴン（賢人）
  - 仮面ライダー最光 エックスソードマン
  - 仮面ライダーサーベラ 昆虫大百科
  - 仮面ライダーファルシオン エターナルフェニックス（CPU専用）
- 『仮面ライダーゼロワン』
  - 仮面ライダーゼロツー（イズ）
  - 仮面ライダールシファー（CPU専用）
- 『仮面ライダーエグゼイド』
  - 仮面ライダーポッピー（赤目、洗脳ver.）
- 『仮面ライダードライブ』
  - 超魔進チェイサー
- 『仮面ライダーキバ』
  - 仮面ライダーイクサ バーストモード（恵）
- 『仮面ライダーアギト』
  - 仮面ライダーアギト ストームフォーム

#### ズバットバットウ5弾
2021年6月3日稼働。
- 『仮面ライダーセイバー』
  - 仮面ライダークロスセイバー
  - 仮面ライダーブレイズ タテガミ氷獣戦記
- 『仮面ライダーゼロワン』
  - 仮面ライダー滅亡迅雷
  - 仮面ライダーサウザー（ゲーム病）
- 『仮面ライダージオウ』
  - オーマジオウ

Kamen Rider 50th Anniversary弾
2021年8月5日稼働。
- 『仮面ライダーリバイス』
  - 仮面ライダーリバイ レックスゲノム
  - 仮面ライダーバイス レックスゲノム
- 『仮面ライダージオウ』
  - 仮面ライダーディケイド コンプリートフォーム21
- 『仮面ライダークウガ』
  - 仮面ライダークウガ ライジングドラゴン
  - ン・ダグバ・ゼバ

### 第9期
『仮面ライダーリバイス』の放送開始に伴うリニューアル。装飾のリニューアル自体はkamen rider 50th anniversary弾ですでに行われている。玩具のゴーストアイコン〜ワンダーライドブックに加えて、バイスタンプの連動も出来るように追加。また、筐体にサンプルのQR付きおもちゃが付かなくなり、リバイス以降のおもちゃをスキャンした際の効果も単調化された。この弾より殆どのモードでゲキレツアイコンが3つ揃ったときのAP上昇が999変動から+50に変更された。

#### リリリミックス1弾
2021年10月7日稼働。
- 『仮面ライダーリバイス』
  - 仮面ライダーエビル バットゲノム
- 『仮面ライダー555』
  - ウルフオルフェノク

#### リリリミックス2弾
2021年12月9日稼働。
- 『仮面ライダーリバイス』
  - 仮面ライダーリバイ バリッドレックスゲノム
  - 仮面ライダーライブ バットゲノム
- 『仮面ライダーセイバー』
  - 仮面ライダーデュランダル オーシャンヒストリー
- 『仮面ライダードライブ』
  - ハートロイミュード
  - ハートロイミュード 超進化態

#### リリリミックス3弾
2022年1月27日稼働。
- 『仮面ライダーリバイス』
  - 仮面ライダーリバイ ボルケーノレックスゲノム
  - 仮面ライダーバイス バリッドレックスゲノム
  - 仮面ライダージャンヌ コブラゲノム
- 『仮面ライダーフォーゼ』
  - 仮面ライダーなでしこ
- 『仮面ライダー剣』
  - ジョーカー
- 『仮面ライダー』
  - ショッカー戦闘員

#### リリリミックス4弾
2022年3月24日稼働。
- 『仮面ライダーリバイス』
  - 仮面ライダージャックリバイス
  - 仮面ライダーリバイス
  - 仮面ライダーホーリーライブ
- 『仮面ライダーゼロワン』
  - 仮面ライダーゼロワン ヘルライジングホッパー
- 『仮面ライダーオーズ/OOO』
  - 恐竜グリード

#### リリリミックス5弾
2022年6月9日稼働。
- 『仮面ライダーリバイス』
  - 仮面ライダーアルティメットリバイ
  - 仮面ライダーアルティメットバイス
  - 仮面ライダーデモンズ スパイダーゲノム
- 『仮面ライダージオウ』
  - アナザーディケイド
- 『仮面ライダーカブト』
  - 仮面ライダーサソード ライダーフォーム

#### リリリミックス6弾
2022年8月4日稼働。
- 『仮面ライダーギーツ』
  - 仮面ライダーギーツ マグナムブーストフォーム（プロモーションカード）
- 『仮面ライダーリバイス』
  - 仮面ライダーエビリティライブ
  - 仮面ライダーアギレラ クイーンビーゲノム
  - 仮面ライダーデモンズ スパイダーゲノム（狩崎）（プロモーションカード）
- 『仮面ライダーオーズ/OOO』
  - 仮面ライダーオーズ タジャドルコンボエタニティ
  - 仮面ライダーゴーダ
- 『仮面ライダーW』
  - ナスカ・ドーパント
- 『仮面ライダー剣』
  - 仮面ライダーレンゲル
- 『仮面ライダーアギト』
  - 仮面ライダーアナザーアギト（プロモーションカード）

### 第10期
『仮面ライダーギーツ』の放送開始に伴うリニューアル。玩具のゴーストアイコン〜バイスタンプに加えて、レイズバックルの連動も出来るように追加。しかし、半年程度で稼働終了。

#### ゲキレツグランプリ1弾
2022年9月22日稼働。
- 『仮面ライダーギーツ』
  - 仮面ライダーギーツ マグナムブーストフォーム
  - 仮面ライダーギーツ エントリーレイズフォーム
  - 仮面ライダーバッファ ゾンビフォーム
  - 仮面ライダーバッファ エントリーレイズフォーム
  - 仮面ライダータイクーン エントリーレイズフォーム
- 『仮面ライダーエグゼイド』
  - ダークグラファイトバグスター
  - グレングラファイトバグスター（レベル99）
- 『仮面ライダーウィザード』
  - フェニックス
- 『仮面ライダーアギト』
  - 仮面ライダーアギト ストームフォーム

#### ゲキレツグランプリ2弾
2022年11月24日稼働。
- 『仮面ライダーギーツ』
  - 仮面ライダーギーツ マグナムフォーム
  - 仮面ライダータイクーン ニンジャフォーム
  - 仮面ライダーナーゴ ビートフォーム
  - 仮面ライダーナーゴ エントリーレイズフォーム
- 『仮面ライダーセイバー』
  - 仮面ライダーファルシオン エターナルフェニックス
- 『仮面ライダー555』
  - ドラゴンオルフェノク 魔人態
- 『仮面ライダーバトル　ガンバライジング』
  - ガンバライダー（2013)

#### ゲキレツグランプリ3弾
2023年1月26日稼働。
- 『仮面ライダーギーツ』
  - 仮面ライダーギーツ コマンドフォーム ジェットモード
- 『仮面ライダーリバイス』
  - 仮面ライダージュウガ
- 『仮面ライダーZO』
  - 仮面ライダーZO
- 『真・仮面ライダー 序章』
  - 仮面ライダーシン
- 『仮面ライダーバトル ガンバライジング』
  - ガンバライダーアクート
  - ガンバライダー(2014)

なお、ガンバライドでは参戦できたがライジングで参戦できなかったライダーのうち、仮面ライダー斬鬼、仮面ライダー轟鬼はガンバレジェンズ2弾で参戦、仮面ライダークウガ タイタンフォームはシンクロ神話1章で参戦。
仮面ライダーライアや仮面ライダーサイガなどライド、ライジング両方とも未参戦だったライダーもガンバレジェンズで参戦するケースがある。ライジングのみに参戦したゲストのライダー・怪人についても台詞は必殺技発動時などの固有演出を除いてすべて流用された。

## 声の出演
前作『ガンバライド』にも登場しているライダーは音声を流用しているが、一部本作品のために新規収録を行って担当を入れ替える場合もある。また、稼働途中に代役のキャストが本人役のボイスに変更される場合があった。キャスト名が太字のものは原典と同じキャストが演じている。

### 出演キャスト
- 仮面ライダーギーツ - 簡秀吉（ゲキレツグランプリ1弾[23]から）
- 仮面ライダータイクーン - 佐藤瑠雅（ゲキレツグランプリ1弾[23]から）
- 仮面ライダーバッファ - 杢代和人（ゲキレツグランプリ1弾[23]から）
- ツムリ - 青島心（ゲキレツグランプリ1弾[24]から）
- 仮面ライダーナーゴ - 星乃夢奈（ゲキレツグランプリ2弾[25]から）
- 仮面ライダーリバイ / 仮面ライダーリバイス - 前田拳太郎（50thアニバーサリー弾[26][27]から）
- 仮面ライダーバイス / 仮面ライダージャックリバイス - 木村昴（50thアニバーサリー弾[28][29]から）
- 仮面ライダーエビル / 仮面ライダーライブ - 日向亘（リリリミックス2弾[30]から）
- 仮面ライダージャンヌ - 井本彩花（リリリミックス3弾[31]から）
- 仮面ライダーデモンズ - 小松準弥（リリリミックス5弾[32]から）
- 仮面ライダーアギレラ - 浅倉唯（リリリミックス6弾[33]から）
- 仮面ライダーデモンズ（狩崎） / 仮面ライダージュウガ - 濱尾ノリタカ（リリリミックス6弾[34][35]から）
- 仮面ライダーセイバー - 内藤秀一郎（ズバットバットウ1弾[36]から）
- 須藤芽依 - 川津明日香（ズバットバットウ1弾[37]から）
- 仮面ライダーブレイズ - 山口貴也（ズバットバットウ1弾[38]から）
- 仮面ライダーバスター - 生島勇輝（ズバットバットウ1弾[注釈 21][39]から）
- 仮面ライダーエスパーダ / 仮面ライダーカリバー（賢人） - 青木瞭（ズバットバットウ1弾[注釈 21][40]から）
- 仮面ライダー剣斬 - 富樫慧士（ズバットバットウ2弾[41]から）
- 仮面ライダースラッシュ - 岡宏明（ズバットバットウ2弾[42]から）
- 仮面ライダーカリバー - 平山浩行（ズバットバットウ2弾[43]から）
- 仮面ライダー最光 - 市川知宏（ズバットバットウ3弾[44]から）
- 仮面ライダーサーベラ - アンジェラ芽衣（ズバットバットウ4弾[45]から）
- 仮面ライダーデュランダル - 庄野崎謙（リリリミックス2弾[46]から）
- 仮面ライダーファルシオン、仮面ライダーアマゾンアルファ - 谷口賢志（ガシャットヘンシン4弾から）
- 仮面ライダーゼロワン / 仮面ライダーゼロツー / 仮面ライダーアークワン - 高橋文哉（バーストライズ1弾[注釈 22][47]から）
- イズ / 仮面ライダーゼロツー（イズ） - 鶴嶋乃愛（バーストライズ1弾[48]から）
- 仮面ライダーバルカン - 岡田龍太郎（バーストライズ1弾[49]から）
- 仮面ライダーバルキリー / ファイティングジャッカルレイダー - 井桁弘恵（バーストライズ1弾[50][51]から）
- 仮面ライダー滅 - 砂川脩弥（バーストライズ2弾[52]から）
- 仮面ライダー迅 - 中川大輔（バーストライズ2弾[53]から）
- 仮面ライダー1型 ‐ 山本耕史（バーストライズ3弾[54]から）
- 仮面ライダーサウザー - 桜木那智（バーストライズ3弾[55]から）
- 仮面ライダー雷 - 山口大地（バーストライズ4弾[56]から）
- 仮面ライダー亡 / 仮面ライダーバルカン アサルトウルフ（亡） - 中山咲月（バーストライズ6弾[57]から）
- 仮面ライダーアークゼロ - 速水奨（バーストライズ5弾から[58][注釈 23]）
- 仮面ライダーエデン - 伊藤英明（ズバットバットウ3弾[59]から）
- 仮面ライダージオウ / 仮面ライダーオーマジオウ（2019常磐ソウゴ） - 奥野壮（ライダータイム1弾[60]から）
- 仮面ライダーゲイツ - 押田岳（ライダータイム1弾[61]から）
- 仮面ライダーウォズ（黒ウォズ / 白ウォズ） - 渡邊圭祐（ライダータイム3弾[62]から）
- 仮面ライダーツクヨミ - 大幡しえり（バーストライズ5弾[63]から）
- オーマジオウ、仮面ライダーダークドライブ（ロイミュード108）[注釈 24]、仮面ライダー武神鎧武 - 小山力也（2弾[64][65]から）
- アナザーディケイド - 兼崎健太郎（リリリミックス5弾[66]から）
- 仮面ライダービルド - 犬飼貴丈（ボトルマッチ1弾から）
- 仮面ライダークローズ - 赤楚衛二（ボトルマッチ2弾から）
- 仮面ライダーグリス、仮面ライダーイクサ（音也） / 仮面ライダーダークキバ（音也）、仮面ライダーキバ（正夫） - 武田航平（ボトルマッチ3弾から）
- 仮面ライダーローグ / ナイトローグ - 水上剣星（ボトルマッチ1弾から）
- 仮面ライダーエボル / ブラッドスターク - 金尾哲夫（ボトルマッチ1弾から）
- 仮面ライダーマッドローグ / ナイトローグ（内海） - 越智友己（ボトルマッチ6弾から）
- 仮面ライダーエグゼイド - 飯島寛騎（ガシャットヘンシン1弾から）
- 仮面ライダーブレイブ - 瀬戸利樹（ガシャットヘンシン1弾から）
- 仮面ライダースナイプ / 仮面ライダークロノス（大我） - 松本享恭（ガシャットヘンシン1弾から）
- 仮面ライダーレーザー - 小野塚勇人（ガシャットヘンシン1弾から）
- 仮面ライダーゲンム - 岩永徹也（ガシャットヘンシン2弾[67]から）
- 仮面ライダーパラドクス / 仮面ライダーアナザーパラドクス - 甲斐翔真（ガシャットヘンシン3弾から）
- 仮面ライダーポッピー - 松田るか（ガシャットヘンシン5弾から）
- 仮面ライダークロノス / ゲムデウスクロノス - 貴水博之（ガシャットヘンシン5弾から）
- ライドプレイヤーニコ - 黒崎レイナ（ボトルマッチ5弾から）
- グラファイトバグスター - 町井祥真（ゲキレツグランプリ1弾[68]から）
- 仮面ライダーアマゾンオメガ - 藤田富（ガシャットヘンシン4弾から）
- 仮面ライダーアマゾンネオ - 前嶋曜（ガシャットヘンシン5弾から）
- 仮面ライダーゴースト - 西銘駿（バッチリカイガン1弾から）
- ユルセン - 悠木碧（バッチリカイガン1弾から）
- 仮面ライダースペクター - 山本涼介（バッチリカイガン2弾[69]から）
- 仮面ライダーネクロム - 磯村勇斗（バッチリカイガン3弾から）
- 仮面ライダードライブ - 竹内涼真（ナイスドライブ1弾から）
- 仮面ライダーチェイサー / 仮面ライダープロトドライブ / 魔進チェイサー / 超魔進チェイサー - 上遠野太洸（ナイスドライブ4弾[70]から）
- 仮面ライダーマッハ - 稲葉友（ナイスドライブ3弾から）
- ハートロイミュード - 蕨野友也（ナイスドライブ4弾[71]から）
- ゴルドドライブ - 森田成一（ライダータイム2弾から[注釈 25]）
- 仮面ライダー3号 - 及川光博（ナイスドライブ4弾から）
- 仮面ライダー鎧武 - 佐野岳（1弾から）
- 仮面ライダーバロン / ロード・バロン - 小林豊（1弾から）
- 仮面ライダー龍玄 / 仮面ライダー斬月・真（光実） - 高杉真宙（1弾から）
- 仮面ライダー斬月 / 仮面ライダー斬月・真 - 久保田悠来（2弾から）
- 仮面ライダーグリドン / 黒影トルーパー（城乃内） - 松田凌（3弾から）
- 仮面ライダー黒影 - 白又敦（3弾から）
- 仮面ライダーブラーボ - 吉田メタル（3弾から）
- 仮面ライダーデューク - 青木玄徳（3弾から）
- 仮面ライダーシグルド - 波岡一喜（3弾から）
- 仮面ライダーマリカ - 佃井皆美（3弾から）
- 仮面ライダーナックル - 松田岳（3弾から）
- 仮面ライダー黒影・真 - 百瀬朔（6弾から）
- 仮面ライダーマルス - 片岡愛之助（6弾から）
- デェムシュ、キバットバットIII世 - 杉田智和（1弾から）
- 仮面ライダーウィザード - 白石隼也（1弾から）
- 仮面ライダービースト - 永瀬匡[注釈 26]（2弾から）
- 白い魔法使い - 髙階俊嗣（3弾から）
- 白い魔法使い（コヨミ） - 奥仲麻琴（バーストライズ4弾から）
- フェニックス - 篤海（ズバットバットウ3弾から）
- 仮面ライダーフォーゼ - 福士蒼汰（1弾から）
- 仮面ライダーメテオ - 吉沢亮（2弾から）
- 仮面ライダーなでしこ - 真野恵里菜（リリリミックス3弾[72]から）
- 仮面ライダーオーズ - 渡部秀（2弾から[注釈 27]）
- 仮面ライダーバース（伊達） / 仮面ライダーバース・プロトタイプ（伊達） - 岩永洋昭（ナイスドライブ6弾から）
- 仮面ライダーバース（後藤） - 君嶋麻耶（バッチリカイガン2弾から）
- アンク / 仮面ライダーオーズ タジャドルコンボエタニティ - 三浦涼介（ボトルマッチ1弾から[注釈 27][73]）
- 恐竜グリード - 神尾佑（リリリミックス4弾から[74]）
- 仮面ライダーゴーダ - 日野聡（リリリミックス6弾から[75]）
- 仮面ライダーW（翔太郎） / 仮面ライダージョーカー - 桐山漣（1弾から）
- 仮面ライダーW（フィリップ） - 菅田将暉（1弾から）
- 仮面ライダーアクセル - 木ノ本嶺浩（ナイスドライブ2弾から）
- 仮面ライダーエターナル - 松岡充（ナイスドライブ4弾から）
- ナスカ・ドーパント - 君沢ユウキ（リリリミックス6弾から[76]）
- 仮面ライダーディケイド - 井上正大（1弾から[注釈 28]）
- 仮面ライダーディエンド - 戸谷公人（2弾から[注釈 29]）
- 仮面ライダークウガ（小野寺） - 村井良大（ライダータイム5弾から）
- 仮面ライダーキバーラ - 森カンナ[注釈 30]（ライダータイム5弾から）
- 仮面ライダーキバ - 瀬戸康史（1弾から）
- 仮面ライダーイクサ（名護） - 加藤慶祐（2弾から[注釈 31]）
- 仮面ライダーイクサ（恵） - 柳沢なな（ズバットバットウ4弾から）
- 仮面ライダーサガ / 仮面ライダーダークキバ（太牙） - 山本匠馬（ボトルマッチ4弾から）
- 魔皇竜タツロット - 石田彰（ナイスドライブ2弾から）
- 仮面ライダー電王 ソード・クライマックス・超クライマックスフォーム / モモタロス / モモタケン - 関俊彦（1弾[77]から）
- 仮面ライダー電王 ロッド・クライマックス・超クライマックスフォーム / ウラタロス / 仮面ライダーディエンド（ウラタロス） - 遊佐浩二（ナイスドライブ1弾から）
- 仮面ライダー電王 アックス・クライマックス・超クライマックスフォーム / キンタロス、シャドームーン / レッドシャドームーン - てらそままさき（1弾から）
- 仮面ライダー電王 ガン・クライマックス・超クライマックスフォーム / リュウタロス - 鈴村健一（1弾から）
- 仮面ライダー電王 ウイング・超クライマックス - 三木眞一郎（ライダータイム3弾から）
- 仮面ライダーゼロノス アルタイル・ゼロフォーム、仮面ライダー響鬼（京介） - 中村優一（バッチリカイガン1弾から[注釈 32][78]）
- 仮面ライダーゼロノス ベガフォーム - 大塚芳忠（バッチリカイガン1弾から）
- 仮面ライダーNEW電王 - 桜田通（ガシャットヘンシン4弾から[注釈 33][79]）
- マチェーテディ - 小野大輔（ガシャットヘンシン4弾から）
- 仮面ライダーガタック - 佐藤祐基（ボトルマッチ2弾から）
- 仮面ライダーザビー（矢車） / 仮面ライダーキックホッパー - 徳山秀典（ガシャットヘンシン3弾から[注釈 34]）
- 仮面ライダーザビー（影山） / 仮面ライダーパンチホッパー - 内山眞人（ガシャットヘンシン3弾から[注釈 34]）
- 仮面ライダーザビー（三島）、仮面ライダーゾルダ（由良） - 弓削智久（バーストライズ4弾から）
- 仮面ライダードレイク - 加藤和樹（ズバットバットウ3弾から）
- 仮面ライダーブレイド - 椿隆之（5弾から）
- 仮面ライダーカリス / ジョーカー - 森本亮治（5弾から）
- 仮面ライダーギャレン - 天野浩成（ライダータイム4弾から）
- 仮面ライダーレンゲル - 北条隆博（リリリミックス6弾[80]から）
- 仮面ライダーファイズ / ウルフオルフェノク - 半田健人（6弾[81]から）
- 仮面ライダーカイザ  - 村上幸平（ライダータイム2弾から[82]）
- ドラゴンオルフェノク - 藤田玲（ゲキレツグランプリ2弾[83]から）
- 仮面ライダー龍騎 / 仮面ライダーナイトサバイブ（城戸） / 仮面ライダーリュウガ - 須賀貴匡（ガシャットヘンシン2弾から）
- 仮面ライダーナイト - 松田悟志（ボトルマッチ2弾から）
- 仮面ライダーゾルダ - 小田井涼平（ズバットバットウ4弾から）
- 仮面ライダー王蛇 - 萩野崇（バーストライズ3弾から[84][85]）
- 仮面ライダーオーディン - 小山剛志（ライダータイム6弾から[86]）
- 仮面ライダーアギト - 賀集利樹（ライダータイム5弾から[注釈 35][87]）
- 仮面ライダーアナザーアギト - 樋口隆則（リリリミックス6弾[88]から）
- ン・ダグバ・ゼバ - 浦井健治（バーストライズ4弾から[89]）
- 仮面ライダーBLACK / 仮面ライダーBLACK RX / ロボライダー / バイオライダー - 倉田てつを（3弾から）
- 仮面ライダーZX - 菅田俊（3弾から）
- 仮面ライダースーパー1 - 根本幸多（2弾から[90]）
- 仮面ライダー1号 / 新1号 - 稲田徹[91]（1弾からバッチリカイガン3弾まで）→藤岡弘、（バッチリカイガン4弾から[注釈 36]）

### 実況アナウンス
- 青島心（ゲキレツグランプリ1弾からゲキレツグランプリ3弾まで）
- 前田拳太郎（リリリミックス1弾からリリリミックス6弾まで)
- 木村昴（リリリミックス1弾からリリリミックス6弾まで)
- 内藤秀一郎（ズバットバットウ1弾から50thアニバーサリー弾まで[注釈 37]）
- 川津明日香（ズバットバットウ1弾から50thアニバーサリー弾まで）
- 高橋文哉（バーストライズ1弾からバーストライズ6弾まで[注釈 38]）
- 鶴嶋乃愛（バーストライズ1弾からバーストライズ6弾まで）
- 奥野壮（ライダータイム1弾からライダータイム6弾まで[注釈 39]）
- 犬飼貴丈（ボトルマッチ1弾からボトルマッチ6弾まで[注釈 40]）
- 飯島寛騎（ガシャットヘンシン1弾からガシャットヘンシン6弾まで[注釈 41]）
- 影山ヒロノブ（ガシャットヘンシン3弾からガシャットヘンシン6弾まで）
- 悠木碧（バッチリカイガン5弾からバッチリカイガン6弾まで[注釈 42]）
- マーク・大喜多（全担当は1弾からバッチリカイガン4弾まで[注釈 43]）

## 主題歌
「RISING. BURST!!!」
作詞 - コタニキンヤ. / 作曲・編曲 - 小林ズンバ / ホーンアレンジ - 湯元淳希（FIRE HORNS）/ 歌 - Ricky from RIDER CHIPS
主にナイスドライブ1弾以降に使用。
「Mission Complete」
作詞 - DJ HurryKenn / 作曲 - Shuhei Naruse / 歌 - 仮面ライダーGIRLS
主に無印弾でガンバライダーをバーストさせた後の主題歌に使用。「ガンバライジング部」にICカードを登録することでナイスドライブ1弾以降も変更可能。

## キャンペーン
ゲーム（カード）と連動したキャンペーンがナイスドライブ2弾を除き毎弾行われている。
チェンジバーストキャンペーン
1弾で実施。裏面は箔押し仕様のカードを12種類封入。
戦国大合戦キャンペーン
2弾で実施。戦国大合戦モードで特別な効果が発動するカードを8種類封入。
フレッシュキラキャンペーン
3弾で実施。スキャンするとアーマードライダーの変身シーンが再現されるカードを12種類封入。
ダブルアームズチェンジキャンペーン
4弾で実施。ライドバーストする時に、二つのアームズの内どれか一つを選択するカードを12種類封入。
極極極ワザキャンペーン
5弾で実施。チェインフィニッシュを持つカードを8種類封入。
伝説ロックオン!キャンペーン
6弾で実施。平成ライダーのレジェンドアームズを身につけたアーマードライダーを持つカードを12種類封入。
シフトバーストキャンペーン
ナイスドライブ1弾で実施。ライドバーストする時に必ずチェンジするカードを12種類封入。
マシンライドキャンペーン
ナイスドライブ3弾で実施。スキャンすると主題歌とともに特別演出が発動するカードを6種類封入。
ライバルセレクション
ナイスドライブ3弾で実施。ブレイカーを先行実装したカードを6枚種類入。
トリプライドキャンペーン
ナイスドライブ4弾で実施。ライドバーストする時に同じチームのライダーが乱入し、三位一体のライダーキックを繰り出す。さらに、同じチームのライダー3枚をいれると、特別な演出が見られるカードを12種類封入。
フルフルフルスロットルキャンペーン
ナイスドライブ5弾で実施。平成ライダーの最強フォーム&最強武器で、最強の必殺技を決めるカードを6種類封入。
キャンペーンカキマゼールキャンペーン
ナイスドライブ6弾で実施、これまでのナイスドライブ弾のキャンペーンが新しいラインナップで登場するカードを6種類封入。
バーストオオメダマキャンペーン
バッチリカイガン1弾で実施。バーストブレイクを大成功させると、スペシャル必殺技のオオメダマが発動するカードを7種類封入。
仮面ライダーゴーストVS仮面ライダースペクターキャンペーン
バッチリカイガン2弾で実施。ゴーストをチームに組み込み、なおかつ相手チームにスペクター（その逆もあり）がいると、色々な能力がアップするカードを8種類封入。
レジェンドVSセレクション
バッチリカイガン2弾で実施。主人公ライダー（またはライバルライダー）をチームに組み込み、バースト必殺技を発動し、上記のゴーストVSスペクターキャンペーンと同様に、ボタン連打で100%以上ゲージを貯めると、必殺技の威力が上がり、相手チームにライバルライダー（または主人公ライダー）がいると、さらに必殺技の威力がアップする主人公ライダーとライバルライダーとの戦いをつなぎ絵カードで10種類封入。
ブーストチャージキャンペーン
バッチリカイガン3弾で実施。バーストブレイクの代わりに、ブーストチャージを発動させ、ボタンをタイミングよく押し、それを大成功させると、特別な必殺技が使えるカードを6種類封入。
伝説！ライダーの魂！キャンペーン
バッチリカイガン4弾で実施。ゴーストとスペクターとネクロムが平成ライダーのレジェンドアイコンを使いゴーストチェンジした姿で、バーストブレイクの代わりに、そのライダーのゴーストアイコンが発動するカードを16種類封入。
ゾクゾク！ゴーストチェンジキャンペーン
バッチリカイガン5弾で実施。ゴーストとスペクターとネクロムが色々なゴーストアイコンを使い、連続ゴーストチェンジしつつも、強力なバースト必殺技を使えるカードを6種類封入。
最強！ライジングバーストキャンペーン
バッチリカイガン6弾で実施。バーストブレイクの代わりに、パワーアップ効果とボタン連打で必殺威力が強化される、平成ライダーの最強フォームを17種類封入。
レベルアップバーストキャンペーン
ガシャットヘンシン1弾で実施。スキャンすればバーストゲージが上がりやすくなり、バーストしたらカードを擦る、エグゼイドたち5人のライダーを5種類封入。
ドラゴンアーツキャンペーン
ガシャットヘンシン2弾で実施。スキャンすればチームタイリョクがアップし、バーストしたらカードを擦る、龍の力を宿したライダーを8種類封入。
斬撃スラッシュ&打撃ラッシュキャンペーン
ガシャットヘンシン3弾で実施。スキャンすればチーム全体の必殺威力がパワーアップし、ボタンを連打して超パワーアップし、斬撃と打撃をそれぞれ得意とするライダーを12種類封入。
レジェンドライダーゲーマーキャンペーン
ガシャットヘンシン4弾で実施。スキャンすればカードによりコウゲキ・ボウギョ・必殺威力のどれかがパワーアップし、バーストすればそれぞれのガシャットの元となったライダーとのダブルライダーキックが見られる、エグゼイドとゲンムがレジェンドライダーガシャットを使う姿を18種類封入。
レベルアッポコンボキャンペーン
ガシャットヘンシン5弾で実施。スキャンすればチーム全体の必殺威力がパワーアップし、エグゼイドたち6人のゲームライダーが、タイミング良くボタンを押すと、連続で必殺技を出して、全部成功すれば必殺技が超パワーアップするカードを6種類封入。
仮面ライダー電王10周年キャンペーン
ガシャットヘンシン5弾で実施。スキャンすればスペシャルムービーが発生し、バーストすると4人のコンビネーション攻撃が発動し、トドメに電王の各フォームでフィニッシュをするイマジンを4種類封入。
最強トリプルライダーキャンペーン
ガシャットヘンシン6弾で実施。スキャンすればスペシャルムービーが発生し、カードによりコウゲキ・ボウギョ・必殺威力のどれかがパワーアップし、バーストブレイクの代わりに、ボタンを連打すると、必殺威力が大幅に上がる平成ライダーの最強フォームトリオを6種類封入。
ベストマッチキャンペーン
ボトルマッチ1弾で実施。スキャンすればチーム全体の必殺威力がパワーアップし、バーストが発動すれば、バーストブレイクの代わりに、ボタンを連打してベストマッチパワーを上げて、大成功すれば、必殺威力が大幅に上がるベストマッチなアイテムで変身するライダーを8種類封入。
ライジングマッチキャンペーン
ボトルマッチ2弾で実施。スキャンすればチーム全体のコウゲキがパワーアップし、BM2弾からのビルドアップライダーバトル「強襲！スマッシュバトル」のみに限り、コウゲキと必殺威力が超アップする。バーストが発動すれば、ライジングマッチバーストが発動し、ボタンによる連打でタッグパワーを貯めるライダーたちを8種類封入。
平成ジェネレーションズ2009⇒2017キャンペーン
ボトルマッチ2弾で実施。スキャンすればチーム全体の必殺威力がパワーアップし、スペシャルムービーが発生する。上記のライジングマッチキャンペーンと同様に、BM2弾からのビルドアップライダーバトル「強襲！スマッシュバトル」のみに限り、コウゲキと必殺威力が超アップする。バーストが発動すれば、フォームチェンジしながら必殺技を連発し、全部成功すれば必殺技が超パワーアップする平成ライダー（Wからビルドまで）を9種類封入。
フル！フル！フルチャージキャンペーン
ボトルマッチ3弾で実施。スキャンすればチーム全体の必殺威力がパワーアップし、バーストが発動すれば、カードをこすって、フルフルフルチャージバーストが発動し、MAXチャージでドデカボタンを押すことが出来る歴代ライダーを12種類封入。
北都・西都ベストマッチキャンペーン
ボトルマッチ4弾で実施。スキャンすればチーム全体の必殺威力がパワーアップする。表面は『～ビルド』劇中にて葛城巧がデザインしたデータカードとなっている、ベストマッチなビルドを9種類封入。
トリプルベストフィニッシュキャンペーン
ボトルマッチ4弾で実施。スキャンすればカードによりコウゲキ・ボウギョ・必殺威力のどれかがパワーアップし、バーストブレイクの代わりに、3人がそれぞれの必殺技を放った後、ボタンを押してトリプルライダーキックを放つ。ビルドたち4人のライダーを6種類封入。
仮面ライダーキバ10周年キャンペーン
ボトルマッチ4弾で実施。スキャンすればスペシャルムービーが発生し、カードによりコウゲキ・ボウギョ・必殺威力のどれかがパワーアップし、バースト必殺技はキバ勢の各ライダーの連続の必殺技を放つのを5種類封入。
仮面ライダー&スーパー戦隊春祭りキャンペーン
ボトルマッチ4弾で実施。『快盗戦隊ルパンレンジャーVS警察戦隊パトレンジャー』が登場する。スキャンすればスペシャルムービーが発生し、どちらかが仮面ライダービルド ラビットラビットフォーム / タンクタンクフォームと共闘することで、ルパンレッドやパトレンU号が必殺技を放つシーンが見ることが出来る。
勝利の選択キャンペーン
ボトルマッチ5弾で実施。バーストするときに2つのどちらかを選択して決める歴代ライダーを6種類封入。
エグゼイドオールゲーマーズキャンペーン
ボトルマッチ5弾で実施。『仮面ライダーエグゼイド トリロジー アナザー・エンディング』の完結記念ともなっている。スキャン演出は仮面ライダーエグゼイドのOP「EXCITE」が流れ、OP映像を再現している。ゲームライダーを11種類封入。
レジェンドバトンタッチキャンペ－ン
ボトルマッチ6弾で実施。バーストすると先代レジェンドライダーの最強フォームに交代し、特別な必殺技を放つ。Wからビルドまで9人のライダーを9種類封入。
チェンジタイムキャンペーン
ライダータイム1弾で実施。バーストすると超ドデカスロットが出現し、スロットを止めると3つのフォームのどれかに変身する歴代ライダーを12種類封入。
時空転移キャンペーン
ライダータイム2弾で実施。表面の背景にタイムマジーン・バトルモードが映し出されている。バーストするとタイムマジーンが出現し、過去から未来までのライダーの力を合わせる。今回のキャンペーンを持つカードのみで加える枚数でパワーアップが大きくなる。歴代ライダーを12種類封入。
アーマータイムvsカメンライドキャンペーン
ライダータイム3弾で実施。クウガ～キバまではアーマタイムvsカメンライドで、バースト発動にて各ライダーがカードになり、ディケイド（ネオ）がカメンライドする。逆に、ディケイド～ビルドまではアーマータイムvsカメンライドで、各ライダーの力がライドウォッチになり、各ライダーの力を継承し、ジオウまたはゲイツがアーマータイムする。2つあわせて19種類封入。
サイキョー！ブレークキャンペーン
ライダータイム4弾で実施。ボタンを押すたびに連続攻撃をして、フォームや武器を入れ換えて連続攻撃を繰り返す。また、RT4弾のボウケン！ライダーロードに限り、最初からバーストゲージが1回分溜まった常態となる。歴代ライダーを13種類封入。
トリニティスラッシュキャンペーン
ライダータイム5弾で実施。スキャンするとCPカードボーナスが発動するが、CPカードによって発動する効果は様々になる。バースト必殺技でボタン連打を決める。また、RT5弾のボウケン！ライダーロードに限り、最初からバーストゲージが1回分溜まり、いきなりバーストすることも出来る。歴代ライダーを6種類封入。
仮面ライダーディケイド10周年キャンペーン
ライダータイム5弾で実施。スキャンすればスペシャルムービーが発生し、バースト必殺技は4人（ディケイド、ディエンド、小野寺クウガ、キバーラ）の連続技になるのを4種類封入。
フォーエバーキックスキャンペーン
ライダータイム6弾で実施。スキャンするとチーム全体の必殺が上がり、今回のキャンペーンを持つカードのみで加える枚数でパワーアップが大きくなる。バースト必殺技を発動すると、三位一体のライダーキックを放つ。また、RT6弾のボウケン！ライダーロードに限り、最初からバーストゲージが1回分溜まり、いきなりバーストすることも出来る。歴代平成ライダーを7種類封入。
ライダーズインパクト0123!!キャンペーン
バーストライス1弾で実施。CPカードを組み込むと、必殺威力の強化が出来て、同CPの同一作品で3枚か、○号ライダーで3枚を組めば、チーム全体の必殺が+750に上昇。また、BS1弾のライジングバトルマップに限り、最初からバーストゲージが1回分溜まり、いきなりバーストすることも出来る。歴代仮面ライダー（近年3作品の1号ライダーと2号ライダーと3号ライダー）を9種類封入。
クロスオーバースピリッツキャンペーン
バーストライズ1弾で実施。各元号のライダーの系譜を受け継ぐ特別デザインであり、チーム全体の必殺+150だが、ライダーズインパクト0123!!との組み合わせボーナスは発動しない。また、BS1弾のライジングバトルマップに限り、最初からバーストゲージが1回分溜まり、いきなりバーストすることも出来る。歴代仮面ライダーを3種類封入。
アニマライズキャンペーン
バーストライズ2弾にて実施。ガイア、アクア、スカイの各タイプにより、パワーアップ効果が異なる。また、BS2弾のライジングバトルマップおよび襲来！滅亡迅雷.netに限り、最初からバーストゲージが1回分溜まり、いきなりバーストすることも出来る。動物をモチーフにした歴代ライダーを12種類封入。
仮面ライダーW10周年キャンペーン
バーストライズ2弾にて実施。スキャンすればスペシャルムービーが発生し、バースト必殺技は4人（WCJ、アクセル、スカル、エターナル）の連続技になるのを4種類封入。
プログライズインパクトキャンペーン
バーストライズ3弾にて実施。1枚スキャンすると、チーム全体の必殺+150が発生し、バースト必殺技でボタン連打をして、必殺技名を完成させる。また、BS3弾のライジングバトルマップおよびザイア・エンタープライズVS飛電インテリジェンスに限り、最初からバーストゲージが1回分溜まり、いきなりバーストすることも出来る。ゼロワン系のライダーを17種類封入。
レジェンドラーニングキャンペーン
バーストライズ4弾にて実施。1枚スキャンすると、チーム全体の必殺+150が発生し、ラーニングさせた必殺技を炸裂させる。また、BS4弾のライジングバトルマップおよび決めろメモリアルフィニッシュ！～超絶ウィークリーバトル～に限り、最初からバーストゲージが1回分溜まり、いきなりバーストすることも出来る。ゼロワン系のライダーを10種類封入。
バーサライズキャンペーン
バーストライズ5弾にて実施。1枚スキャンすると、チーム全体の必殺+150が発生し、バースト必殺技でボタン連打をして、対戦相手に対となるライダーがいると、そのライダーに向かって必殺技を放つ。また、BS5弾のライジングバトルマップおよび破壊神降臨！復活のアーク！/ゼロワンたちを倒せ！～キミの手でアークを起動させろ～に限り、最初からバーストゲージが1回分溜まり、いきなりバーストすることも出来る。ゼロワン系のライダー4枚と歴代ライダー8枚で、12種類封入。
ジオウファイナルタイムキャンペーン
バーストライズ5弾にて実施。スキャン演出は仮面ライダージオウのOP「Over "Quartzer"」最終回verが流れ、最終回のOP映像を再現している。バースト必殺技は、6人（ジオウ、ゲイツ、ウォズギンガファイナリー、ツクヨミ、ディケイド（ネオ）、ディエンド（ネオ））の連続技になるのを6種類封入。
トリプルビックバンキャンペーン
バーストライズ6弾にて実施。1枚スキャンするとチーム全体の必殺+150が発生し、対戦相手に向かってゼロワン系のライダーと同じ技のレジェンドライダー2体が手を組んで、バースト必殺技でボタン連打をして必殺技を放つ。また、BS6弾のライジングバトルマップおよび決めろメモリアルフィニッシュ！～超絶ウィークリーバトル～に限り、最初からバーストゲージが1回分溜まり、いきなりバーストすることも出来る。ゼロワン系のライダーを10種類+セイバー1種類封入。
ズバットヒッサツキャンペーン
ズバットバットウ1弾にて実施。1枚スキャンすると、チーム全体の必殺+150が発生し、さらに同じ色のロゴ同士で組むと、2枚ならチーム全体の必殺+300、3枚ならチーム全体の必殺+800まで上昇する。同じ色のロゴ同士で3枚組むと、究極抜刀スラッシュが発動する。また、ZB1弾のワンダーライドアドベンチャーおよび決めろメモリアルフィニッシュ～超絶バトル～に限り、最初からバーストゲージが1回分溜まり、いきなりバーストすることも出来る。セイバー系のライダー3枚と歴代ライダー6枚で、9種類封入。
ワンダーユニットキャンペーン
ズバットバットウ2弾にて実施。1枚スキャンすると、チーム全体の必殺+150が発生し、バースト必殺技の時にワンダーゲートが開き、ダブルライダーキックが発動し、ボタン連打で必殺技がパワーアップする。また、ZB2弾のワンダーライドアドベンチャーおよび決めろメモリアルフィニッシュ～超絶バトル～に限り、最初からバーストゲージが1回分溜まり、いきなりバーストすることも出来る。セイバー系のライダー6種類封入。
仮面ライダーオーズ10周年キャンペーン
ズバットバットウ2弾にて実施。スキャンすればスペシャルムービーが発生し、バースト必殺技はオーズ8コンボによる合同必殺技になるのを8種類+1種類封入。
レジェンド習得一閃キャンペーン
ズバットバットウ3弾にて実施。スキャンすると、チーム全体の必殺+150が発生し、バースト必殺技の時に習得一閃させた必殺技を炸裂させる。ボタン連打で必殺技がパワーアップする。また、ZB3弾のワンダーライドアドベンチャーおよび決めろメモリアルフィニッシュ～超絶バトル～に限り、最初からバーストゲージが1回分溜まり、いきなりバーストすることも出来る。セイバー系のライダー10種類封入。
キズナカタメキャンペーン
ズバットバットウ4弾にて実施。パワーアップチャンスで制限時間以内に画面に表示されたボタンの色と同じボタンを押して成功することで、チーム全体の攻撃・必殺+150が発生する。また、ZB4弾のワンダーライドアドベンチャーおよび決めろメモリアルフィニッシュ～超絶バトル～に限り、最初からバーストゲージが1回分溜まり、いきなりバーストすることも出来る。セイバー系のライダー2枚と歴代ライダー8枚で、10種類封入。
レジェンドクロスキャンペーン
ズバットバットウ5弾にて実施。スキャンすると、その枚数に応じてチーム全体の必殺+150が発生する。また、ZB5弾のワンダーライドアドベンチャーに限り、最初からバーストゲージが1回分溜まり、いきなりバーストすることも出来る。セイバー系のライダー1枚と歴代ライダー12枚で、13種類封入。
滅亡迅雷キャンペーン
ズバットバットウ5弾にて実施。スキャンすると、1枚ごとにチーム全体のバーストゲージの上昇率がアップする。滅亡迅雷のライダーを4種類封入。
アニバーサリータッグキャンペーン
50thアニバーサリー弾にて実施。スキャンすると、1枚ごとにチーム全体の必殺+150が発生する。また、50th弾の50周年アニバーサリーロードおよび決めろメモリアルフィニッシュ～超絶バトル～に限り、最初からバーストゲージが1回分溜まり、いきなりバーストすることも出来る。歴代仮面ライダーを17種類封入。
オーイン！スタンピングキャンペーン
リリリミックス1弾にて実施。スキャンすると、色々なキャンペーン効果が発生して、それぞれのアビリティスタンプを持つ。また、リリリミックス1弾の50周年アニバーサリーロードに限り、最初からバーストゲージが1回分溜まり、いきなりバーストすることも出来る。リバイス系のライダー3枚と歴代ライダー7枚で、10種類封入。
バリオセ！フィーバーキャンペーン
リリリミックス2弾にて実施。スキャンすると、1枚ごとにチーム全体の必殺+150が発生する。バーストしたら色々な変身用のアイテムが出て、押してパワーアップする。また、リリリミックス2弾の50周年アニバーサリーロードおよび決めろメモリアルフィニッシュ～超絶バトル～に限り、最初からバーストゲージが1回分溜まり、いきなりバーストすることも出来る。リバイス系のライダー2枚と歴代ライダー8枚で、10種類封入。
ライダーズマスクキャンペーン
リリリミックス3弾、リリリミックス6弾にて実施。スキャンすると、1枚ごとにチーム全体の必殺+150が発生する。バーストしたら今回のキャンペーン限定でのバースト演出が見られる。また、リリリミックス3弾の50周年アニバーサリーロードおよび決めろメモリアルフィニッシュ～超絶バトル～に限り、最初からバーストゲージが1回分溜まり、いきなりバーストすることも出来る。リバイス系のライダー2枚と歴代ライダー15枚で、17種類封入（以下はRM3弾で、RM6弾はリバイス系のライダー3枚と歴代ライダー11枚で、14種類封入）。
ローリングバーストチェンジキャンペーン
リリリミックス4弾にて実施。スキャンすると、1枚ごとにチーム全体の必殺+150が発生する。バーストしたら特殊のシンカバーストが発生し、カードを擦って必殺技の威力がアップする。また、リリリミックス4弾の50周年アニバーサリーロードおよび決めろメモリアルフィニッシュ～超絶バトル～に限り、最初からバーストゲージが1回分溜まり、いきなりバーストすることも出来る。リバイス系のライダー2枚と歴代ライダー10枚で、12種類封入。

## 関連商品
本作品のカードを収納・持ち運びができるバインダーやファイルが発売されている。これをはじめ玩具・食品・書籍などにカードが付属することがあり、付属するカードは「P-000（ドライブはPD-000、ゴーストはPK-000、エグゼイドはPG-000またはGP-000、ビルドはPBM-000またはBM0-000、ジオウはPRT-000またはRT0-000、ゼロワンはPBS-000またはBS0-000、セイバーはPZB-000、リバイスはP50th-000およびPRM-000）」のナンバーが使用される。
※P50th-000は50thアニバーサリー弾のみ
付属商品が多岐に渡るため、本作品と直接の関連性のある商品のみの記述に留める。基本的にはガンバライドの時代に実施されたセブンイレブンのスタンプラリー、コンビニ限定商品、劇場配布などはナイスドライブ、バッチリカイガン弾以降をもって配布されなくなる傾向にあった。

### 玩具
- オフィシャル4ポケットバインダーセット
  - ガンバライダーカード（第2弾と第3弾は経験値アップ効果付きも）とガンバライジングオフィシャルICカードが付属[注釈 44]。
  - 第1弾
  - 第2弾「究極見参」
  - 第3弾「GO!ドライブ」
  - 第4弾「ゴースト参上!!」
  - 第5弾「～エグゼイドバージョン～」
  - 第6弾「～ボトルマッチシリーズ～」
  - 第7弾「～ライダータイムシリーズ～」
  - 第8弾「～バーストライズシリーズ～」
- DXガンバライジングガシャット&バインダーセット[注釈 45]
  - ガンバライジングガシャットと4ポケットバインダーとのセット。
- DXビートルカメラフルボトル&バインダーセット[注釈 46]
  - カブトムシフルボトルとカメラフルボトルと4ポケットバインダーとのセット。
- 1ポケットバインダーセット
  - セブン-イレブン限定、カードが24枚入るポケットファイル。
- オフィシャル1ポケットバインダーセット～ボトルマッチシリーズ～
  - 一部のローソンのみでの限定販売で、カードが32枚入るポケットファイル。
- ガンバライダーカード&ICカードセット
  - ライダーフィニッシュ「ストライクウィザード」を習得できるガンバライダーカードとガンバライジングオフィシャルICカードのセット。
- レッツ・ゲームスタート！パックシリーズ
  - 一部のコンビニ流通のみで、トリプルレア（パート1）とダブルチェンジレア（パート2）にそれぞれ5種類ずつ封入されている。
- ガンバライジング オフィシャルカードケースセット
  - 一部のローソンのみでの限定販売で、データセーブ対応型のガンバライダーカードが付属（経験値アップ効果も付く）。
- ベストマッチパックシリーズ
  - ボトルマッチ弾の拡張パックの意味合いもあり（カードダスの自販機でも販売されている）、スーパーレア[注釈 47]は5種類ずつ封入されている。
- 10thアニバーサリー 9ポケットバインダーセット
  - 前作「仮面ライダーバトル ガンバライド」稼働から10週年を記念したプレミアムバンダイ限定バインダー、ガンバレジェンドレア2枚とレジェンドレア8枚計10枚のカードが封入されている。ガンバライド～ガンバライジングまでの歴史を紐とく10週年スペシャルブックレットも付属。カードのナンバリングは専用のBR1。2018年12月21日発送。
- ライダータイムパック
  - ライダータイム弾の拡張パックの意味合いもあり（カードダスの自販機でも販売されている）、キャンペーンは5種類ずつ封入されている。
- 10thアニバーサリー 9ポケットバインダーセット2
  - プレミアムバンダイ限定バインダーパート2、ガンバレジェンドレア10枚のカードが封入されている。ガンバライド～ガンバライジングの各テーマソングが収録されているCDも付属。カードのナンバリングは専用のBR2。2021年3月6日発送。
- バーストライズパック
  - バーストライズ弾の拡張パックの意味合いもあり（カードダスの自販機でも販売されている）、キャンペーンカードは5種類封入されている。
- 9ポケットバインダーセット バーストライズ01
  - プレミアムバンダイ限定バインダーパート3、ガンバレジェンドレア4枚とレジェンドレア6枚計10枚のカードが封入されている。限定ICカードと着せ替えステッカーも付属。カードのナンバリングは専用のBR3。2021年3月5日発送。
- ジェネレーションBOX
  - プレミアムバンダイ限定。ベルト型カードバインダー3冊と、レジェンドレア7枚とレジェンドレアタッグ2枚計9枚のカードと、特製BOXのセット。カードのナンバリングは専用のBR4。2020年11月26日発送。
- 7thアニバーサリー 9ポケットバインダーセット
  - 本作品稼働から7周年を記念したプレミアムバンダイ限定バインダーパート4、レジェンドレア10枚のカードが封入されている。限定ICカードとICカードホルダーも付属。カードのナンバリングは専用のBR5。2021年2月24日発送。
- 50thアニバーサリーセット
  - プレミアムバンダイ限定。レジェンドレア10枚[97]とシークレットレア1枚計11枚のカードと、豪華仕様のカードボートと、薄型3ポケットバインダー1冊のセット。カードのナンバリングは専用のBR6。2022年3月18日発送。
- 9ポケットバインダーセット 10th year collection
  - 本作品稼働から10年目を記念したプレミアムバンダイ限定バインダーパート5、レジェンドレア10枚[98]と、バインダー1冊のセット。カードのナンバリングは専用のBR7。2022年11月22日発送。

### 書籍
- 仮面ライダーバトル ガンバライジングファンブック
  - 小学館発行。ガンバライジングや仮面ライダーシリーズの最新情報も公開。プロモーションカードとDVD（一部除く）が付属。
    - スタートダッシュ号～6号（スタートダッシュ号にICカードが付属）
    - ナイスドライブ01～02（ナイスドライブ01にデータセーブ対応型のガンバライダーカードが付属）
    - バッチリ！カイガンガイド[注釈 48]
    - ガシャット！ヘンシンガイド with ブットバソウル（ブットバソウルメダルも1個付属）
    - ボトルマッチファンブック with ブットバソウルモット01（ブットバソウルメダルも1個付属）
    - ボトルマッチファンブック with ブットバソウルモット05バースト（ブットバソウルメダルも1個付属）
    - ボトルマッチファンブック with ブットバソウルモット10 PLEMIUM（ブットバソウルメダル1個とガンバライジングフルボトルもそれぞれ付属）
    - ライダータイムカンペキガイド with ブットバソウルホット01（ブットバソウルメダルも1個付属）
    - ライダータイムカンペキガイド ヘイセイラスト with ブットバソウルホット07（ブットバソウルメダルも1個付属）
    - バーストライズ01ファンブック with ブットバソウル（ブットバソウルメダルも1枚付属）
    - バーストライズシャイニングファンブック（ブットバソウルメダルも1枚付属）
    - ズバットバットウファンブック
- バーストギャグ! ガン!ガン!ガンバライジング!! ベストセレクション1
  - 小学館発行。LEGACYてれびくんさん限定。

### 食品
- ガンバライジングチョコスナック&キャンデー&チョコウエハース&アイスバー
  - どれかにオリジナルのガンバライジングカードが1枚封入。アイスバーはファミリーマート期間限定。また、チョコスナックとチョコウエハースは、イトーヨーカドー&セブン-イレブン・期間限定・過去の再録のみに絞られた「リミテッドシリーズ」もある。

## 漫画
バーストギャグ! ガン!ガン!ガンバライジング!!（著者：ダイナミック太郎）
『てれびくん』2013年11月号から2023年4月号、『ガンバライジングファンブック』およびガンバライジング公式サイトに連載された。SDギャグ4コマ。『ゲキレツぎゃぐ! ガン!ガン!ガンバライド!!』から続役。

## イベント
イベントで配布されるカードのナンバーは「P-000（ナイスドライブ1弾～6弾はPD-000・バッチリカイガン1弾～6弾はPK-000・ガシャットヘンシン1弾～6弾はPG-000・ボトルマッチ1弾～6弾はPBM-000・ライダータイム1弾～6弾まではPRT-000・バーストライズ1弾～6弾まではPBS-000）」。定期的に開催されるものだけ記載する。
- チャレンジバトル
  - チャレンジバトルに勝利すると、認定証がもらえる他、ICカードをセットしていると、称号やガンバライダーパーツなどが貰える。
- トーナメント大会
  - 最大16人（会場によっては32人）のトーナメント戦。ICカードをセットしていると、称号やエンブレムが貰える。また、優勝者と準優勝者には賞状も貰える[注釈 49]。
- 映画入場者特典
  - 『仮面ライダー×仮面ライダー 鎧武&ウィザード 天下分け目の戦国MOVIE大合戦』以降の映画作品[注釈 50]には、入場者特典カードが配布されている。
- マクドナルド ハッピーセット
  - 2014年1月、2015年1月、2016年2月、2017年2月の特典。2016年6月は仮面ライダーの玩具に週末限定特典が付く。
- ワールドガンバライダーカップ（5弾～6弾）
  - 世界のガンバライダーと闘える。
- ウィンターカップ / ニューイヤーカップ / フジヤマカップ（ナイスドライブ2弾）・スプリングカップ（ナイスドライブ3弾）・ゴールデンカップ（ナイスドライブ4弾）・サマーカップ（ナイスドライブ5弾）・グランプリカップ（ナイスドライブ6弾）
  - 期間限定・リアルタイムバトルによる全国オンライン対戦で、ランキングに入賞すると称号やエンブレム、さらにライダーアイテムが貰える。
- 絆チャレンジ（ナイスドライブ3弾）
  - 期間限定・リアルタイムバトルによる全国オンライン対戦で、プレイの回数によって称号やエンブレムが貰える。
- ビクトリーチャレンジ（ナイスドライブ4弾）
  - 期間限定・リアルタイムバトルによる全国オンライン対戦で、勝利の回数によって称号やエンブレムが貰える。
- ナイスドライブGP（ナイスドライブ5弾・エリア代表決定戦／ナイスドライブ6弾・全国最強決定戦）
  - 期間限定・リアルタイムバトルによる全国オンライン対戦で、ランキングに入賞すると称号やエンブレム、さらにライダーアイテムやライダーフィニッシュが貰える。
- エジソンの閃きバーストチャレンジ（バッチリカイガン1弾）
  - 期間限定・リアルタイムバトルによる全国オンライン対戦で、カードをバーストする度に電球の輝きがアップして、バーストする回数によってバトル終了後にアイテムが貰え、全国のプレイヤーのバースト回数が一定以上になると、イベント終了後にアイテムが貰える。
- 最初からクライマックスマッチ（バッチリカイガン1弾）・最初からクライマックスマッチパート2（バッチリカイガン3弾）・最初からクライマックスマッチパート3（ガシャットヘンシン5弾）
  - 期間限定・リアルタイムバトルによる全国オンライン対戦で、最初からバーストゲージが1回分溜まった状態からバトルが開始する特別なルールとなっている。パート3のみ、開催期間終了後に上位100位までランキングに入賞すると、称号やエンブレムが貰える。
- ゴーストのバッチリヒーローマッチ（バッチリカイガン2弾）
  - 期間限定・リアルタイムバトルによる全国オンライン対戦で、歴代主人公ライダーを一人でもチームに入れると、チーム全体の必殺威力の強化とオイウチ発生率と効果が超アップする[99]。
- スペクターのバッチリライバルマッチ（バッチリカイガン2弾）
  - 期間限定・リアルタイムバトルによる全国オンライン対戦で、歴代ライバルライダーを一人でもチームに入れると、チーム全体のコウゲキと必殺威力の強化とアタックポイント+10を得る[100]。
- ベンケイの連戦連勝チャレンジ（バッチリカイガン2弾）
  - 期間限定・リアルタイムバトルによる全国オンライン対戦で、2連勝以上すると、バトル終了後にいろんなアイテムなどが貰える。
- ゴールデンウィークマッチ（バッチリカイガン4弾）
  - 期間限定・リアルタイムバトルによる全国オンライン対戦で、日替わりで変わる歴代ライダーを一人でもチームに入れると、チーム全体のボウギョと必殺威力の強化とテクニカルゲージがアップする[101]。
- ダークライダーマッチ（バッチリカイガン5弾）
  - 期間限定・リアルタイムバトルによる全国オンライン対戦で、歴代ダークライダーを一人でもチームに入れると、チーム全体の必殺威力の強化とアタックポイント+10とオイウチ発生率が超アップする[102]。
- レアリティ下克上マッチ（バッチリカイガン5弾）
  - 期間限定・リアルタイムバトルによる全国オンライン対戦で、レアリティの低いカードを使い、勝利すると全国ポイントが追加で加算される[103]。
- 最強ヒーローマッチ（バッチリカイガン6弾）
  - 期間限定・リアルタイムバトルによる全国オンライン対戦で、歴代主人公ライダーの最強フォームを一人でもチームに入れると、チーム全体の必殺威力の強化とアタックポイント+10とテクニカルゲージが付いてくる[104]。
- バッチリカイガンGP（バッチリカイガン6弾）
  - 期間限定・リアルタイムバトルによる全国オンライン対戦で、上位100位以内にランキングに入賞すると称号やエンブレム、さらにライダーアイテムやライダーフィニッシュが貰える。
- 大変身！エグゼイドの200万けいけんちチャレンジ（ガシャットヘンシン1弾）
  - 期間限定・リアルタイムバトルによる全国オンライン対戦で、けいけんち[注釈 51]を集めて、エグゼイドをレベルアップさせる[105]。
- ストロングドラゴンマッチ（ガシャットヘンシン2弾）
  - 期間限定・リアルタイムバトルによる全国オンライン対戦で、歴代ドラゴンライダーを一人でもチームに入れると、アタックポイント+10とチーム全体の必殺威力の強化が付いてくる[106]。また、開催期間終了後に上位100位までランキングに入賞すると、称号やエンブレムが貰える。
- ウェポンVSスマッシュ！ダブルアップマッチ！（ガシャットヘンシン3弾）
  - 期間限定・リアルタイムバトルによる全国オンライン対戦で、武器（剣と銃）アイコン持ちのみでチームを組むと、チーム全体の必殺威力が倍！または拳アイコン持ちのみでチームを組むと、チーム全体のコウゲキが倍！また、開催期間終了後に上位100位までランキングに入賞すると、称号やエンブレムが貰える。さらに、上位5000位以内にランキングに入ると、ライダーフィニッシュ「マイティジャンプパンチ」が貰える。
- ノーマルカードの底力!!レアリティ下克上マッチ!!（ガシャットヘンシン4弾）
  - 期間限定・リアルタイムバトルによる全国オンライン対戦で、レアリティの低いカードを使い、勝利すると全国ポイントが追加で加算される[107]。また、開催期間終了後に上位100位までランキングに入賞すると、称号やエンブレムが貰える。
- ガシャットヘンシンGP（ガシャットヘンシン6弾）
  - 期間限定・リアルタイムバトルによる全国オンライン対戦で、上位100位以内にランキングに入賞すると称号とエンブレム、さらにライダーフィニッシュが貰える。
- ビルドアップスタートマッチ（ボトルマッチ1弾）
  - 期間限定・リアルタイムバトルによる全国オンライン対戦で、ボトルマッチ1弾のカードの使用枚数が多ければ多いほど、パワーアップ効果や全国ポイントの追加ボーナスが発生する[注釈 52]。また、開催期間終了後に上位100位以内にランキングに入賞すると称号やエンブレムが貰える。
- 猛毒の魔の手！ボウギョ0マッチ！（ボトルマッチ1弾）
  - 期間限定・リアルタイムバトルによる全国オンライン対戦で、ブラッドスタークがデビルスチームを撒き散らして、お互いのボウギョが0になってしまう特別なルールとなっている。また、開催期間終了後に上位1000位以内にランキングに入賞すると、アーマーカラーとベースカラーが貰える。
- 平成ジェネレーションズスペシャルマッチ（ボトルマッチ2弾）
  - 期間限定・リアルタイムバトルによる全国オンライン対戦で、『仮面ライダーW』から『仮面ライダービルド』までのライダーを使用した枚数が多ければ多いほど、パワーアップ効果や全国ポイントの追加ボーナスが発生する。また、開催期間終了後に上位100位以内にランキングに入賞すると称号やエンブレムが貰える。
- ヤベーイ！破壊者の法則チャレンジ！（ボトルマッチ3弾）
  - 期間限定・リアルタイムバトルによる全国オンライン対戦で、撃破数が多くなると特別なアイテムがゲットできて、期間限定でパワーアップするライダーを使って勝利して、最終4日間（3月1日から4日まで）には、最初からバーストゲージが1回分たまった状態でバトルが開始する[108]。また、開催期間終了後に上位100位以内にランキングに入賞するとエンブレムが貰える。
- 殴り合い上等！極熱マグマッチ！（ボトルマッチ4弾）
  - 期間限定・リアルタイムバトルによる全国オンライン対戦で、毎ラウンド初めに両チームにチームタイリョク-1000とバーストゲージが超アップが発生する[注釈 53]。また、開催期間終了後に上位100位以内にランキングに入賞すると称号やエンブレムが貰える。
- 仮面ライダークロニクル レアキャラ討伐祭（ボトルマッチ5弾）
  - 期間限定・リアルタイムバトルによる全国オンライン対戦で、バトルに勝利すると、使用したカードのレアリティに応じ、全国ポイントが加算し、特定の条件を満たせば、ポイントがアップする[注釈 54]。また、開催期間終了後に上位100位以内にランキングに入賞すると称号やエンブレムが貰える。
- ボトルマッチGP（ボトルマッチ6弾）
  - 期間限定・リアルタイムバトルによる全国オンライン対戦で、上位100位以内にランキングに入賞すると称号とエンブレム、さらにライダーフィニッシュが貰える。
- 勝利を掴め！コストリミットマッチ！（ライダータイム1弾）
  - 期間限定・リアルタイムバトルによる全国オンライン対戦で、チーム全体のライジングコストを30まで組み込む[109]。また、開催期間終了後に上位100位以内にランキングに入賞すると称号やエンブレムが貰える。
- 平成フォーエバーマッチ（ライダータイム2弾）
  - 期間限定・リアルタイムバトルによる全国オンライン対戦で、ジオウかゲイツと平成ライダーで組めば、全国ポイントか経験値が大きくアップし、さらにディケイドと組めば、追加のボーナスも得られる[110]。また、開催期間終了後に上位100位以内にランキングに入賞すると称号やエンブレムが貰える。
- 祝え！コストリミットマッチ再来である！（ライダータイム3弾）
  - 期間限定・リアルタイムバトルによる全国オンライン対戦で、チーム全体のライジングコストを30まで組み込むルールは前と同じだが、ガンバライダーカードの合計ライジングコストが10となり、チームのライジングコストの合計が25以下だと、「コストリミットボーナス！」が発動し、AP+20とテクニカルゲージがアップするが、貸し出しカードが3枚だと、パワーアップ効果は発動しない。また、開催期間終了後に上位100位以内にランキングに入賞すると称号やエンブレムが貰える。さらに、最初のプレイで参加報酬にライダーシンボルが、1000位以内だとライダーアイテムとライダーフィニッシュが貰える。
- 弱肉強食！下克上リミットマッチ！（ライダータイム4弾）
  - 期間限定・リアルタイムバトルによる全国オンライン対戦で、チーム全体のライジングコストを30まで組み込むルールとガンバライダーカードの合計ライジングコストが10は前と同じだが、RT4弾のキャンペーンカードを組み込むと、全体のコストが-2[111]に下がる。また、自分のライジングコストの合計が相手のライジングコストの合計以下の時、下克上ボーナスが発生し、その相手に勝ったら、全国ポイントが2倍になる。また、開催期間終了後に上位100位以内にランキングに入賞すると称号やエンブレムが貰える。さらに、最初のプレイで参加報酬にライダーシンボルが、1000位以内だとライダーアイテムとライダーフィニッシュが貰える。
- 三位一体！カードコンビネーションマッチ！（ライダータイム5弾）
  - 期間限定・リアルタイムバトルによる全国オンライン対戦で、金色のチーム相性ボーナスの数に応じてボーナスが発生する特別なルールとなっている。さらに、前回遊んだチームとは別のチームだと、追加ボーナスが発生する。また、開催期間終了後に上位100位以内にランキングに入賞すると称号やエンブレムが貰える。
- ライダータイムGP（ライダータイム6弾）
  - 期間限定・リアルタイムバトルによる全国オンライン対戦で、上位100位以内にランキングに入賞すると称号やエンブレム、さらにライダーフィニッシュが貰える。また、期間限定でパワーアップする作品もある[112]。
- 目指せナンバー01!ゼロワンマッチ（バーストライズ1弾）
  - 期間限定・リアルタイムバトルによる全国オンライン対戦で、バーストライズ1弾のカードを組み込んだ枚数により、パワーアップの効果が大きくなり、「仮面ライダーゼロワン」に登場するライダーを組めば組むほどパワーアップの効果が大きくなる。また、開催期間終了後に上位100位以内にランキングに入賞すると称号やエンブレムが貰える。追加でオンライン対戦イベントだけに限り、実況アナウンスがイズ（『仮面ライダーゼロワン』の登場人物）に変わる。
- 衛星ゼアからの命令を受信、ラーニングバトルマッチ開催です。（バーストライズ2弾）
  - 期間限定・リアルタイムバトルによる全国オンライン対戦で、スロットアイコンを揃えると、パワーアップ効果が発動し、チーム全体の攻撃と必殺威力+1000&バーストゲージの上昇率超アップの効果が得られる（拳か剣か銃アイコンに揃えれば獲得できるが、どのアイコンを揃えても獲得効果は同じ）。また、開催期間終了後に上位100位以内にランキングに入賞すると称号とエンブレムが貰える。追加でオンライン対戦イベントだけに限り、実況アナウンスがイズに変わる。
- ザイアポイント大決戦！1000%の力を解き放て！～Presented by ZAIA～（バーストライズ3弾）
  - 期間限定・リアルタイムバトルによる全国オンライン対戦で、バトル終了後にザイアポイントが手に入り、ルーレットでポイントアップし、ザイアポイントを貯めると、色んな報酬が手に入る[113]。また、開催期間終了後に上位100位以内にランキングに入賞すると称号とエンブレムが貰え、参加賞と武器のガンバソードのいろいろなバリエーションも入手出来る。
- 飛電製作所のドキドキルーレット！（バーストライズ5弾）
  - 期間限定・リアルタイムバトルによる全国オンライン対戦で、チーム全体のライジングコストを35以下にしなければならない。バトル終了後に飛電ポイントが手に入り、ルーレットでポイントアップし、飛電ポイントを貯めると、色んな報酬が手に入る[114]。また、開催期間終了後に上位100位以内にランキングに入賞すると称号とエンブレムが貰え、参加賞と武器のガンバトマホークのいろいろなバリエーションも入手出来る。
- バーストライズGP（バーストライズ6弾）
  - 期間限定・リアルタイムバトルによる全国オンライン対戦で、上位100位以内にランキングに入賞すると称号やエンブレム、さらにライダーフィニッシュが貰える。
- 烈火抜刀！ズバットボーナスマッチ！（ズバットバットウ1弾）
  - 期間限定・リアルタイムバトルによる全国オンライン対戦で、ズバットバットウ1弾のカードを組み込んだ枚数により、パワーアップ効果が大きくなる[115]。また、開催期間終了後に上位100位以内にランキングに入賞すると称号とエンブレムが貰える。
- ジェネレーションGP（ズバットバットウ2弾）
  - 期間限定・リアルタイムバトルによる全国オンライン対戦で、昭和ライダーオンリーと平成ライダーオンリーと令和ライダーオンリーの各チームで組むと、勝利時にボーナスが発生する[116]。また、開催期間終了後に上位100位以内にランキングに入賞すると称号やエンブレムが貰える他、令和ライダーオンリーチームで一回勝利すると、ベルトシステムの聖剣ソードライバー～雷鳴剣黄雷～が手に入る。
- 遊べばアイテムが貰える！烈火激闘コストリミットマッチ（ズバットバットウ3弾）
  - 期間限定・リアルタイムバトルによる全国オンライン対戦で、チーム全体のライジングコストを30以下にしなければならない。バトル終了後にセイバースタンプシートが一つずつ押されると、色んな報酬が手に入る[117]。また、開催期間終了後に上位100位以内にランキングに入賞すると称号やエンブレムが貰える。
- テーマセレクションマッチ（ズバットバットウ4弾）
  - 期間限定・リアルタイムバトルによる全国オンライン対戦で、週替わりに変わるテーマでセレクトされる[118]。また、開催期間終了後に上位100位以内にランキングに入賞すると称号やエンブレムが貰える。
- ズバットバットウGP（ズバットバットウ5弾）
  - 期間限定・リアルタイムバトルによる全国オンライン対戦で、今回は合計のライジングコスト別の階級[119]で行われる。また、開催期間終了後に上位100位以内にランキングに入賞すると称号やエンブレム、さらにライダーフィニッシュが貰える。
- コンビブーストマッチ（50thアニバーサリー弾）
  - 期間限定・リアルタイムバトルによる全国オンライン対戦で、特定のカードを組み合わせると、コンビボーナスが発動し、さらに最後の1枚によるプラスワンボーナスが追加される[120]。また、開催期間終了後に上位100位以内にランキングに入賞すると称号やエンブレムが貰える。
- ダークボーナスマッチ（リリリミックス1弾）
  - 期間限定・リアルタイムバトルによる全国オンライン対戦で、今回はダークライダーにスポットを当てている[121]。その他、勝敗に関係なく、5回までのプレイで、色んなライダーアイテムとライダーフィニッシュが手に入る。また、開催期間終了後に上位100位以内にランキングに入賞すると称号やエンブレムが貰える。
- コストリミットRMマッチ（リリリミックス2弾）
  - 期間限定・リアルタイムバトルによる全国オンライン対戦で、チーム全体のライジングコストを35以下の制限をかける[122]。その他、勝敗に関係なく、5回までのプレイで、色んなライダーアイテムとライダーフィニッシュが手に入る。また、開催期間終了後に上位100位以内にランキングに入賞すると称号やエンブレムが貰える。
- ダメージバリアブルマッチ（リリリミックス3弾）
  - 期間限定・リアルタイムバトルによる全国オンライン対戦で、相手ライダーとの相性で、必殺ダメージが増加したり、あるいは減少する[123]。その他、勝敗に関係なく、5回までのプレイで、色んなライダーアイテムとライダーフィニッシュが手に入る。また、開催期間終了後に上位100位以内にランキングに入賞すると称号やエンブレムが貰える。

## 3Dシアター
3Dシアター向けフルCGアトラクション。完全新作ではなく『仮面ライダー3Dバトル FROM ガンバライド』から新作ライダーの登場シーンを編集したもの。
仮面ライダー3Dバトル FROM ガンバライジング 鎧武登場Ver.
2014年に上映した。
仮面ライダー3Dバトル FROM ガンバライジング ドライブ登場Ver.
2015年に上映した。